# Partido Verde (Brasil)
O Partido Verde (PV) é um partido político brasileiro de centro-esquerda à esquerda fundado em 1986 e registrado oficialmente em 1993. Seu código eleitoral é o número 43, seu símbolo é um "V", e suas cores são o verde e o branco. O partido defende o desenvolvimento sustentável, políticas de mercado com foco ambiental, redução da desigualdade social, federalismo, e propostas que conciliam valores conservadores com inovações progressistas em temas como ecologia e economia. Em setembro de 2024, o partido possuía 352.095 filiados.

## História
Os Partidos Verdes surgiram como instituição política na Tasmânia, Austrália. Um grupo de ecologistas se reuniu pela primeira vez em 1972, com o objetivo de impedir o transbordamento do Lago Pedder. Hoje, o Partido Verde é parte decisiva na política australiana. De lá migrou para a Nova Zelândia e, depois, para a Europa e o restante do mundo. Hoje está constituído em 120 países e é a quarta maior bancada no Parlamento Europeu.

### Década de 1980
O partido surgiu no cenário político brasileiro da década de 1980, baseado nas convergências ambientalistas existentes na Europa, tendo entre seus primeiros articuladores artistas, intelectuais e ativistas. As manifestações eram pontuais e centradas em questões como as usinas nucleares de Angra dos Reis, a poluição em Cubatão, Amazônia, Pantanal, a caça às baleias.
No Brasil, a primeira manifestação político partidária com o nome de Partido Verde ocorreu no estado do Paraná em 1982. O candidato a Deputado Federal pelo PTB, Hamilton Vilela de Magalhães, utilizou em sua propaganda o nome do Partido Verde e uma baleia como símbolo. A fundação aconteceu em janeiro de 1986 no Rio de Janeiro por Fernando Gabeira, Lúcia Veríssimo, Alfredo Sirkis, Domingos Fernandes, Lucélia Santos, Carlos Minc, John Neschling, Washington Rio Branco, Luiz Alberto Py e Guido Gelli.
No início da formação do Partido, sua ideologia estava voltada tão somente para as questões ecológicas. Contudo, não demorou muito para outros temas ganharem destaque, a exemplo do combate ao racismo, ao machismo, à homofobia, entre outros, divergindo assim do conservadorismo político da época.
A primeira disputa eleitoral deu-se logo no ano de fundação do partido, quando foi lançada a candidatura de Fernando Gabeira ao governo do Rio de Janeiro. Embora tenha havido uma campanha maciça e entusiástica, com momentos marcantes como o abraço à Lagoa Rodrigo de Freitas, ocasião que reuniu cerca de 100 mil pessoas, e a passeata “Fala, Mulher”, que reuniu cerca de 80 mil pessoas no Centro do Rio, a candidatura do verde recebeu forte resistência da mídia conservadora. Fernando Gabeira terminou a disputa com 7,8% dos votos válidos, conquistando o terceiro lugar. Carlos Minc foi o primeiro candidato eleito do partido, para o cargo de deputado estadual.
Após as eleições de 1986, o Partido Verde se expandiu para outras regiões. Em 1987, foi organizado em São Paulo e Minas Gerais e, neste mesmo período, deu seus primeiros passos para o Norte e Nordeste.
Logo o partido ganhou projeção nacional. Na Amazônia, o partido conquistou a simpatia do líder seringueiro Chico Mendes, que participou de diversas reuniões e pensava em se filiar ao partido para disputar uma vaga de deputado pelo Estado do Acre, nas eleições de 1990. Infelizmente seu projeto não foi concretizado, pois Chico Mendes foi assassinado em 1988. Fabio Feldmann, como deputado federal, foi o representante da causa verde na Constituinte de 1988 e responsável pelo capítulo ambientalista na Constituição.

### Década de 1990
As perspectivas para as eleições de 1990 eram promissoras. Os Verdes esperavam eleger, pelo menos, cinco deputados federais e dez deputados estaduais. Alguns artistas afiliaram-se ao PV.
Mas em maio de 1990 o partido sofreu um forte golpe, provindo da Justiça Eleitoral, que recusou conceder o registro provisório a legenda. Diversos outros partidos tinham obtido este tipo de renovação antes, mas os juízes decidiram de outra maneira e os Verdes foram proibidos de existir, legalmente. Este episódio, decisivamente, impediu o crescimento do partido como era esperado. Ainda em 1990, impedido mais uma vez de usar sua própria legenda, o PV carioca filiou um de seus ativistas em outro partido e conseguiu, pela primeira vez, eleger um deputado federal.
Em 1992, durante a ECO-92, os verdes de várias partes do mundo se encontraram pela primeira vez no Rio de Janeiro. A partir de então se iniciou a formação da Federação dos Partidos Verdes com o objetivo de cooperação, troca de experiências e consolidação programática. Nas eleições municipais de 1992, os Verdes elegeram 54 vereadores em todo o país e três prefeitos no estado de São Paulo, nas cidades de Campina do Monte Alegre, Pederneiras e Macatuba. Após as eleições, o PV assumiu algumas secretarias de meio ambiente, incluindo algumas capitais como Rio de Janeiro, Salvador e Natal. O período posterior à ECO-92 foi a oportunidade de implantar uma Secretaria de Meio Ambiente na cidade do Rio de Janeiro e tirar do papel algumas reivindicações dos Verdes, como o projeto dos mutirões de reflorestamento e as ciclovias. Os verdes ajudaram a mobilizar a população para o impeachment do presidente Fernando Collor, acusado de corrupção.  Aquele momento provocou mudanças nas instituições brasileiras que levaram a investigações também no Congresso Nacional.
Em 30 de setembro de 1993, com o apoio do deputado federal Sidney de Miguel, o primeiro deputado federal do Partido Verde no Brasil (eleito pelo PDT, filiou-se logo depois ao PV), o Partido Verde obteve seu registro definitivo junto à Justiça Eleitoral Brasileira, pois até então o registro era provisório.
Nas eleições de 1994, o PV elegeu para deputado federal o candidato Fernando Gabeira (RJ) e mais quatro deputados estaduais: Edson Duarte, na Bahia; Ronaldo João, em Minas Gerais; Tota Agra, na Paraíba; e Gondim, em São Paulo.
Nas eleições municipais de 1996, o PV elegeu 13 prefeitos em cidades dos estados de São Paulo, Rio de Janeiro, Maranhão, Pernambuco, Mato Grosso do Sul e Minas Gerais, e 189 vereadores em 15 estados da Federação. A maior cidade com uma administração Verde, até então, passara a ser Rio Claro, no estado de São Paulo, sob o comando do prefeito Cláudio de Mauro, e, posteriormente, Guarulhos, em 1998, com o prefeito Jovino Cândido, também no estado de São Paulo.
Em 1997, o Partido Verde cresceu em representatividade com a filiação do ex-prefeito de Vitória e então Governador do estado do Espírito Santo, Vitor Buaiz, que passou a ser o primeiro Governador Verde do Brasil.
Em 1998, os Verdes apresentaram candidatura própria à Presidência da República. Com uma campanha modesta, o candidato Alfredo Sirkis ficou em sexto lugar, com 213 mil votos. A campanha, contudo, serviu para promover o programa do PV. Nesta eleição, os Verdes lançaram candidaturas para os cargos de governador e senador em cinco estados da federação. Em 23 estados, disputaram vagas para os parlamentos estaduais e federal. O Rio de Janeiro reelegeu seu deputado federal, Fernando Gabeira, e foram eleitos para o cargo de deputado estadual. André Lazaroni no Rio, Edson Duarte na Bahia, Sargento Denys na Paraíba, e Luis Carlos Gondin, de São Paulo.

### Década de 2000
O Partido Verde teve um crescimento substancial de votos nas eleições municipais de 2000: aproximadamente 1,5 milhões, no somatório entre os votos de legenda e nominais. Em número de votos válidos, os Verdes ficaram com a 13.º colocação entre os 30 partidos existentes, mas ainda continuaram discretos em números de prefeitos e vereadores. Elegeram novamente 13 prefeitos e elevaram suas cadeiras nos parlamentos municipais para 315 vereadores. Assumiram, por 120 dias, uma cadeira no Senado com a posse do suplente Júlio Eduardo Gomes Pereira, do Acre. Em 2001, em Canberra, Austrália, aconteceu o Global Greens 2001, encontro mundial dos Partidos Verdes quando foi aprovada a Carta Verde da Terra, o primeiro documento unificado dos partidos verdes mundiais.
Em 2002, em razão das regras eleitorais, o Partido Verde ficou impossibilitado de concorrer à Presidência da República, mas apresentou várias candidaturas ao senado e aos governos estaduais. Embora sem êxito, essas candidaturas ajudaram estrategicamente as eleições parlamentares. O partido obteve 2% dos votos válidos para os parlamentos estaduais em todo o território nacional. Foram 1,78 milhões de votos que elegeram 11 deputados. O PV elegeu cinco deputados federais em quatro Estados, obtendo 1,35% (mais de um milhão de votos) dos votos para o parlamento federal. Os eleitos foram Leonardo Matos, por Minas Gerais; Jovino Cândido e Marcelo Ortiz, por São Paulo; Edson Duarte, pela Bahia e Fernando Gabeira, pelo Rio de Janeiro. Nesta mesma legislatura, os deputados federais Sarney Filho, do Maranhão, em 30 de janeiro de 2003 e Vitório Medioli, em 11 de abril de 2005, de Minas Gerais, filiaram-se ao Partido Verde, ficando a bancada federal com sete deputados, permitindo que os Verdes constituíssem a Liderança do PV na Câmara dos Deputados.
Em 2003, o PV integrou a base de apoio do recém-empossado governo federal, assumindo a pasta do Ministério da Cultura, com Gilberto Gil como ministro. Em 2004, em uma memorável eleição municipal, os Verdes elegeram 773 vereadores, obtendo 2,95% dos votos válidos do país. Foram eleitos 55 prefeitos e 68 vice-prefeitos.
Em 2006, os Verdes prepararam a legenda para suplantar a cláusula de barreira até então imposta pela legislação eleitoral (5% dos votos válidos em todo país). Atingem pouco menos de 4% dos votos válidos, e elegem 34 deputados estaduais e 13 deputados federais: Marcelo Ortiz, Dr. Talmir, Dr. Nechar, José Paulo Tófano e Roberto Santiago, por São Paulo; Antônio Roberto, Fábio Ramalho, Ciro Pedrosa e José Fernando Aparecido, por Minas Gerais; Edson Duarte, pela Bahia; Fernando Gabeira, pelo Rio de Janeiro; Lindomar Garçon, por Rondônia; e Sarney Filho, pelo Maranhão. Ainda nesta legislatura, o suplente Edgar Mão Branca é empossado deputado federal pela Bahia, e os deputados federais Henrique Afonso e Luiz Bassuma filiam-se se ao PV, enquanto o deputado Dr. Nechar deixa a legenda. É mantido no cargo de Ministro da Cultura o cantor Gilberto Gil, filiado do Partido Verde.
Em 2008 o PV se fez presente em todos os estados, organizando-se em 49% dos municípios brasileiros (2 730) elegeu sua primeira prefeita de capital, a então deputada estadual Micarla de Sousa, em Natal, Rio Grande do Norte, e mais 76 prefeitos, 152 vice-prefeitos e 1 237 vereadores.

### Candidatura presidencial de Marina Silva em 2010

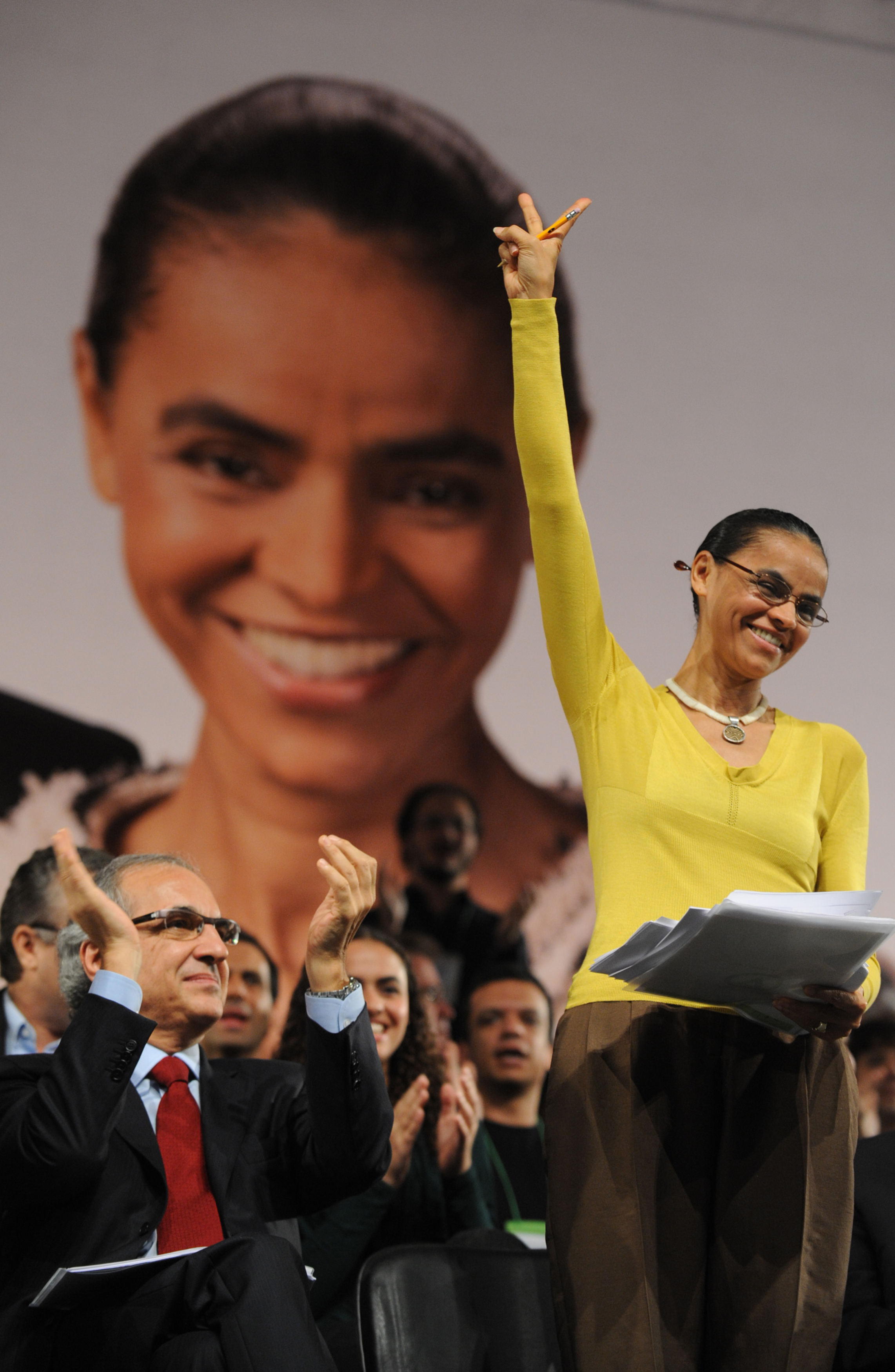
Marina Silva durante a oficialização da sua candidatura presidencial em 2010.

Com a influência do grupo da senadora Marina, o PV apresentou crescimento significativo em todo o país, lançando pré-candidatos ao governo em vários estados. Marina Silva foi candidata à presidência pela sigla nas eleições de 2010 numa chapa "puro-sangue", já que o partido não fez alianças a nível nacional com outros partidos. Na Convenção oficial realizada em 10 de junho de 2010, o Partido Verde homologou sua chapa presidencial para as eleições 2010, com Marina Silva e Guilherme Leal.
Além da chapa presidencial, o PV anunciou os candidatos a governador de dez Estados e o Distrito Federal. Foram confirmados os nomes dos seguintes candidatos a governador: Fernando Gabeira (RJ), Fabio Feldmann (SP), Luiz Bassuma (BA), Eduardo Brandão (DF), José Fernando Aparecido (MG), Sérgio Xavier (PE), Paulo Salamuni (PR), Montserrat Martins (RS), Teresa Britto (PI), e Reynaldo Moraes (SE). Ainda nesta eleição, o PV lançou candidatos a governador em 10 Estados e no Distrito Federal. Para o cargo de deputado federal, foram eleitos os candidatos Sarney Filho, pelo Maranhão; Roberto Santiago, Guilherme Mussi, Roberto de Lucena, Ricardo Izar e José Luis Penna, por São Paulo; Antônio Roberto e Fábio Ramalho por Minas Gerais; Alfredo Sirkis e Dr. Aluízio, pelo Rio de Janeiro; Lindomar Garçon, por Rondônia; Paulo Wagner, pelo Rio Grande do Norte; Rosane Ferreira, pelo Paraná; e Henrique Afonso, pelo Acre. Os Verdes aprovaram uma moção de repúdio ao relatório com alterações no Código Florestal brasileiro, apresentada no Congresso Nacional, pelo deputado Aldo Rebelo (PCdoB-SP).
Em 3 de outubro de 2006, o Partido Verde atingiu 3,6% de votos válidos, com 3.368.560 de votos. Já nas eleições presidenciais de 3 de outubro de 2010, os votos em Marina Silva contabilizaram quase 20%, 19.636.359 dos votos válidos, sendo registrado pela imprensa brasileira e internacional como o grande responsável por levar a eleição para o segundo turno, tendo sido a candidata mais votada entre os terceiros colocados nas eleições presidenciais desde a redemocratização da Federação brasileira.

### Candidatura presidencial de Eduardo Jorge em 2014

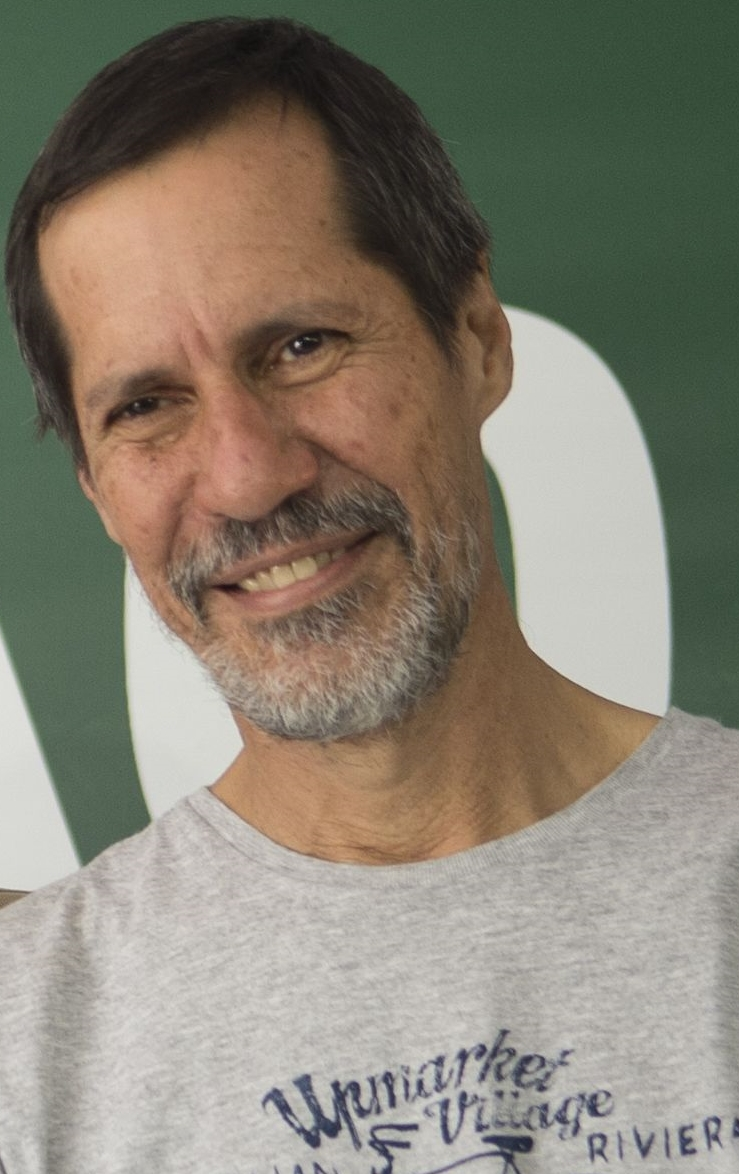
Eduardo Jorge, candidato à Presidência da República pelo PV em 2014.

A campanha Nacional do Partido Verde para Presidente em 2014 teve seu financiamento exclusivamente público (Fundo Partidário) e aceitou somente doações de pessoas físicas. Eduardo Jorge e a candidata à vice-presidência, Célia Sacramento, defenderam um modelo de economia baseada no desenvolvimento sustentável, o enxugamento da administração pública e uma reformulação na política de segurança pública. Pretendia orientar as políticas públicas sempre sob a premissa de equacionar social, ambiental e econômico; além de abrir 50% dos 67 parques nacionais ao uso público até 2018, priorizando a criação de um marco regulatório para essas concessões, e proteger a Amazônia e a Mata Atlântica, reduzindo o desmatamento a zero.
Defendeu a reforma política, com a diminuição do número de parlamentares, a junção da Câmara e do Senado, a priorização de votação para as leis de iniciativa popular, o voto facultativo, a eleição distrital mista, além da realização de um plebiscito para a implantação do parlamentarismo no Brasil. Também defendeu a redução do número de ministérios para 14, diminuindo pelo menos em 50% o número de cargos comissionados. Eduardo Jorge obteve 630.099 votos válidos, 0,61% do total. No 2º Turno, Eduardo e o PV apoiaram o candidato do PSDB.

### Atualidade
Na Eleição presidencial de 2018 o partido não lançou candidatura própria e coligou-se com a REDE, da presidenciável Marina Silva, indicando Eduardo Jorge para compor a chapa de Marina como vice.
Nas eleições municipais de 2020, o partido elege 47 prefeituras e 805 vereadores, sem eleger nenhum prefeito nas capitais.
Em dezembro de 2021, o partido anunciou que apoiaria Lula da Silva (PT) na Eleição Presidencial de 2022, em uma federação partidária com PT, PCdoB e PSB.
Em 18 de abril de 2022, as Executivas Nacionais do Partido dos Trabalhadores (PT), Partido Verde (PV) e Partido Comunista do Brasil (PCdoB) anunciaram a criação da Federação Brasil da Esperança, em nota assinada pelos presidentes dos três partidos: Gleisi Hoffmann (PT), Luciana Santos (PCdoB) e José Luís Penna (PV).
Em 21 de julho de 2022, a FE Brasil realizou a convenção que oficializou o nome de Luiz Inácio Lula da Silva para disputar a presidência da República, em outubro. A FE Brasil elegeu a segunda maior bancada da Câmara dos Deputados, com 81 cadeiras, das quais seis eram do Partido Verde.
Lula foi eleito presidente da República em 30 de outubro de 2022 com 60.345.999 de votos, o que representou 50,90% dos votos válidos.

## Organização

### Parlamentares atuais
| UF               | Parlamentares e legislaturas              | Imagem                  |
| ---------------- | ----------------------------------------- | ----------------------- |
| Alagoas          | Luciano Amaral 57ª                        |                         |
| Bahia            | João Carlos Bacelar Batista 55ª, 56ª, 57ª | João Carlos Bacelar.jpg |
| Distrito Federal | Reginaldo Veras 57ª                       |                         |
| Paraná           | Aliel Machado 55ª, 56ª, 57ª               |                         |
| Pernambuco       | Clodoaldo Magalhães 57ª                   |                         |

| UF | Deputado(a)                  | UF | Deputado(a)          |
| --- | ---------------------------- | -- | -------------------- |
| AP | Liliane Abreu                | MG | Mário Henrique Caixa |
| AL | Silvio Camelo                | PE | Gilmar Junior        |
| AM | Carlinhos Bessa              | PE | Joaquim Lira         |
| BA | Vitor Bonfim                 | PE | João de Nadegi       |
| BA | Marquinho Viana              | RN | George Soares        |
| BA | Ludmilla Fiscina             | RN | Eudiane Macedo       |
| BA | Roberto Carlos               | RN | Hermano Moraes       |
| MG | Cleiton Oliveira             | SE | Paulo Júnior         |
| MG | Betinho Pinto Coelho Alberto | SE | Ibrahim Monteiro     |
| MG | Lohanna                      | TO | Cláudia Lelis        |
| Observações: Em 2022, a PV elegeu 20 deputados estaduais. Nomes marcados com o símbolo * foram eleitos por outros partidos. Nomes marcados com o símbolo + são suplentes em exercício ou efetivados. |                              |    |                      |

### Programa partidário
Os principais aspectos programáticos do PV são o desenvolvimento sustentável e a diminuição da desigualdade social. Defende o pacifismo, o federalismo, o parlamentarismo, a democracia direta, uma reforma agrária ecológica, imposto negativo, democratização da mídia e o poder local. O PV se identifica com os princípios democráticos e pluralistas: sufrágio universal, pluripartidarismo, voto facultativo, separação de poderes públicos e subordinação das Forças Armadas ao poder civil, livremente eleito pelo povo.
Para evitar a eleição direta, sua executiva permanece provisória, apesar dos 25 anos de existência. A revisão estatutária a partir de 2011 passa a ser proposta pelo grupo interno Transição Democrática. Esse grupo, que tem Marina Silva como referencial, propõe profundas alterações estatutárias e a participação dos filiados "em rede", pela internet, tendo criado um site para estimular esta mobilização. Seus fundadores incluem em seu programa a legalização do casamento homossexual, legalização e descriminalização do aborto e das drogas, mas a partir do ingresso de Marina Silva esta posição está sendo revista por não representar consenso na sociedade brasileira. Marina propôs que tais temas polêmicos sejam submetidos a um plebiscito, o que não ocorreu até o momento.

### Diretórios estaduais

#### Diretório estadual de São Paulo
O partido é dividido no estado em 21 bacias hidrográficas, sendo que na capital são 4 bacias. As Bacias Hidrográficas são as administrações regionais do PV no estado de São Paulo. São elas que congregam as executivas municipais do partido.
O presidente estadual do partido era Maurício Brusadin (até a criação do movimento Transição Democrática) e o presidente municipal da capital Carlos Galeão Camacho.
Em 2011, Maurício Brusadin, junto com lideranças de outros estados que se mostram afinados com Marina Silva, criou o movimento Transição Democrática, dedicado à democratização interna do PV. Isto lhe custou o cargo de Presidente Estadual, destituído pelo Presidente Nacional. Atualmente o cargo é ocupado por Marcos Belizário. e o atual presidente municipal da capital é Roberto Tripoli.

### Número de filiados
| Data      | Filiados | Crescimento anual | Crescimento anual |
| --------- | -------- | ----------------- | ----------------- |
| dez./2006 | 182.322  | —                 | —                 |
| dez./2007 | 244.066  | 61.744            | +34%              |
| dez./2008 | 250.222  | 6.156             | +2,5%             |
| dez./2009 | 242.962  | 7.260             | -3%               |
| dez./2010 | 273.808  | 30.846            | +13%              |
| dez./2011 | 325.961  | 52.153            | +19%              |
| dez./2012 | 337.854  | 11.893            | +4%               |
| dez./2013 | 340.219  | 2.365             | +0,7%             |
| dez./2014 | 339.847  | 372               | -0,1%             |
| dez./2015 | 352.568  | 12.721            | +4%               |
| dez./2016 | 376.357  | 23.789            | +7%               |
| dez./2017 | 375.717  | 640               | -0,1%             |
| dez./2018 | 376.535  | 818               | +0,2%             |
| dez./2019 | 358.835  | 17.700            | -5%               |
| dez./2020 | 366.732  | 7.897             | +2%               |
| dez./2021 | 361.404  | 5.328             | -1,4%             |
| dez./2022 | 356.227  | 5.177             | -1,4%             |
| dez./2023 | 350.270  | 5.957             | -1,6%             |
| set./2024 | 352.095  | 1.825             | +0,52%            |

## Desempenho eleitoral
| Legislatura     | Bancada  | %    | ± |
| --------------- | -------- | ---- | - |
| 50ª (1995–1999) | 1 / 513  | 0,19 | 1 |
| 51ª (1999–2003) | 1 / 513  | 0,19 | 0 |
| 52ª (2003–2007) | 5 / 513  | 0,97 | 4 |
| 53ª (2007–2011) | 13 / 513 | 2,53 | 8 |
| 54ª (2011–2015) | 13 / 513 | 2,53 | 0 |
| 55ª (2015–2019) | 8 / 513  | 1,55 | 5 |
| 56ª (2019–2023) | 4 / 513  | 0,77 | 4 |
| 57ª (2023–2027) | 6 / 513  | 1,17 | 2 |

Os números das bancadas representam o início de cada legislatura, desconsiderando, por exemplo, parlamentares que tenham mudado de partido posteriormente.

### Eleições estaduais
| Participação e desempenho do PV nas eleições estaduais de 2022 |                                         |                                         | |
| Candidatos majoritários eleitos (5 governadores e 8 senadores) Em negrito estão os candidatos filiados ao PV durante a eleição. \| UF \| Candidatos(as) a Governador(a) e a Vice \| Candidatos(as) a Senadores(as) \| Coligação majoritária (governo e senado) \| \| -- \| --------------------------------------- \| --------------------------------------- \| ---------------------------------------------------------------------------------------------------------------------------- \| \| AC \| Jorge Viana (PT) \| Nazareth Araújo (PT) \| FE Brasil (PV/PT/PCdoB) \| \| AC \| Marcus Alexandre (PT) \| Nazareth Araújo (PT) \| FE Brasil (PV/PT/PCdoB) \| \| AL \| Paulo Dantas (MDB) \| Renan Filho (MDB) \| FE Brasil (PV/PT/PCdoB) / MDB / PDT / PSC / Solidariedade \| \| AL \| Ronaldo Lessa (PDT) \| Renan Filho (MDB) \| FE Brasil (PV/PT/PCdoB) / MDB / PDT / PSC / Solidariedade \| \| AM \| Eduardo Braga (MDB) \| Omar Aziz (PSD) \| FE Brasil (PV/PT/PCdoB) / MDB / PSD \| \| AM \| Anne Moura (PT) \| Omar Aziz (PSD) \| FE Brasil (PV/PT/PCdoB) / MDB / PSD \| \| AP \| ninguém \| João Capiberibe (PSB) \| FE Brasil (PV/PT/PCdoB) / PSB / Fed. PSOL REDE \| \| BA \| Jerônimo Rodrigues (PT) \| Otto Alencar (PSD) \| FE Brasil (PV/PT/PCdoB) / MDB / PSD / PSB / Avante \| \| BA \| Geraldo Junior (MDB) \| Otto Alencar (PSD) \| FE Brasil (PV/PT/PCdoB) / MDB / PSD / PSB / Avante \| \| CE \| Elmano de Freitas (PT) \| Camilo Santana (PT) \| FE Brasil (PV/PT/PCdoB) / MDB / PP / Solidariedade / Fed. PSOL REDE / PRTB \| \| CE \| Jade Romero (MDB) \| Camilo Santana (PT) \| FE Brasil (PV/PT/PCdoB) / MDB / PP / Solidariedade / Fed. PSOL REDE / PRTB \| \| DF \| Leandro Grass (PV) \| Rosilene Corrêa (PT) \| FE Brasil (PV/PT/PCdoB) \| \| DF \| Olgamir Amancia (PCdoB) \| Rosilene Corrêa (PT) \| FE Brasil (PV/PT/PCdoB) \| \| ES \| Renato Casagrande (PSB) \| Rose de Freitas (MDB) \| FE Brasil (PV/PT/PCdoB) / PSB / Fed. PSDB Cidadania / MDB / PDT / PP / PODE \| \| ES \| Ricardo Ferraço (PSDB) \| Rose de Freitas (MDB) \| FE Brasil (PV/PT/PCdoB) / PSB / Fed. PSDB Cidadania / MDB / PDT / PP / PODE \| \| GO \| Wolmir Amado (PT) \| Denise Carvalho (PCdoB) \| FE Brasil (PV/PT/PCdoB) / PSB \| \| GO \| Fernando Tibúrcio (PSB) \| Denise Carvalho (PCdoB) \| FE Brasil (PV/PT/PCdoB) / PSB \| \| MA \| Carlos Brandão (PSB) \| Flávio Dino (PSB) \| FE Brasil (PV/PT/PCdoB) / PSB / Fed. PSDB Cidadania / MDB / PP / PODE / Patriota \| \| MA \| Felipe Camarão (PT) \| Flávio Dino (PSB) \| FE Brasil (PV/PT/PCdoB) / PSB / Fed. PSDB Cidadania / MDB / PP / PODE / Patriota \| \| MG \| Alexandre Kalil (PSD) \| Alexandre Silveira (PSD) \| FE Brasil (PV/PT/PCdoB) / PSD / PSB \| \| MG \| André Quintão (PT) \| Alexandre Silveira (PSD) \| FE Brasil (PV/PT/PCdoB) / PSD / PSB \| \| MS \| Giselle Marques (PT) \| Tiago Botelho (PT) \| FE Brasil (PV/PT/PCdoB) \| \| MS \| Abílio Vaneli (PT) \| Tiago Botelho (PT) \| FE Brasil (PV/PT/PCdoB) \| \| MT \| Márcia Pinheiro (PV) \| Neri Geller (PP) \| FE Brasil (PV/PT/PCdoB) / PP / PSD / Solidariedade \| \| MT \| Vanderlúcio Rodrigues (PP) \| Neri Geller (PP) \| FE Brasil (PV/PT/PCdoB) / PP / PSD / Solidariedade \| \| PA \| Helder Barbalho (MDB) \| Beto Faro (PT) candidatura isolada \| FE Brasil (PV/PT/PCdoB) / MDB / Fed. PSDB Cidadania / PP / PODE / UNIÃO / PDT / PSB / PSD / Republicanos / Avante / PTB / DC \| \| PA \| Hana Ghassan (MDB) \| Beto Faro (PT) candidatura isolada \| FE Brasil (PV/PT/PCdoB) / MDB / Fed. PSDB Cidadania / PP / PODE / UNIÃO / PDT / PSB / PSD / Republicanos / Avante / PTB / DC \| \| PB \| Veneziano Vital do Rêgo (MDB) \| Ricardo Coutinho (PT) \| FE Brasil (PV/PT/PCdoB) / MDB \| \| PB \| Maísa Cartaxo (PT) \| Ricardo Coutinho (PT) \| FE Brasil (PV/PT/PCdoB) / MDB \| \| PE \| Danilo Cabral (PSB) \| Teresa Leitão (PT) \| FE Brasil (PV/PT/PCdoB) / PSB / Republicanos / MDB / PDT / PP \| \| PE \| Luciana Santos (PCdoB) \| Teresa Leitão (PT) \| FE Brasil (PV/PT/PCdoB) / PSB / Republicanos / MDB / PDT / PP \| \| PI \| Rafael Fonteles (PT) \| Wellington Dias (PT) \| FE Brasil (PV/PT/PCdoB) / MDB / PSD / Solidariedade / PROS / Agir \| \| PI \| Themístocles Filho (MDB) \| Wellington Dias (PT) \| FE Brasil (PV/PT/PCdoB) / MDB / PSD / Solidariedade / PROS / Agir \| \| PR \| Roberto Requião (PT) \| Rosane Ferreira (PV) \| FE Brasil (PV/PT/PCdoB) \| \| PR \| Jorge Samek (PT) \| Rosane Ferreira (PV) \| FE Brasil (PV/PT/PCdoB) \| \| RJ \| Marcelo Freixo (PSB) \| André Ceciliano (PT) candidatura avulsa \| FE Brasil (PV/PT/PCdoB) / PSB / Fed. PSDB Cidadania / Fed. PSOL REDE \| \| RJ \| César Maia (PSDB) \| André Ceciliano (PT) candidatura avulsa \| FE Brasil (PV/PT/PCdoB) / PSB / Fed. PSDB Cidadania / Fed. PSOL REDE \| \| RN \| Fátima Bezerra (PT) \| Carlos Eduardo Alves (PDT) \| FE Brasil (PV/PT/PCdoB) / MDB / PDT / Republicanos / PROS \| \| RN \| Walter Alves (MDB) \| Carlos Eduardo Alves (PDT) \| FE Brasil (PV/PT/PCdoB) / MDB / PDT / Republicanos / PROS \| \| RO \| Daniel Pereira (Solidariedade) \| Acir Gurgacz (PDT) indeferido \| FE Brasil (PV/PT/PCdoB) / Solidariedade / PDT / PSB \| \| RO \| Anselmo de Jesus (PT) \| Acir Gurgacz (PDT) indeferido \| FE Brasil (PV/PT/PCdoB) / Solidariedade / PDT / PSB \| \| RR \| Rudson Leite (PV) \| apoio informal à Telmário Mota (PROS) \| FE Brasil (PV/PT/PCdoB) \| \| RR \| Cristina Burger (PV) \| apoio informal à Telmário Mota (PROS) \| FE Brasil (PV/PT/PCdoB) \| \| RS \| Edegar Pretto (PT) \| Olívio Dutra (PT) \| FE Brasil (PV/PT/PCdoB) / Fed. PSOL REDE \| \| RS \| Pedro Ruas (PSOL) \| Olívio Dutra (PT) \| FE Brasil (PV/PT/PCdoB) / Fed. PSOL REDE \| \| SC \| Décio Lima (PT) \| Dário Berger (PSB) \| FE Brasil (PV/PT/PCdoB) / PSB / Solidariedade \| \| SC \| Bia Vargas (PSB) \| Dário Berger (PSB) \| FE Brasil (PV/PT/PCdoB) / PSB / Solidariedade \| \| SE \| Rogério Carvalho (PT) \| Valadares Filho (PSB) \| FE Brasil (PV/PT/PCdoB) / MDB / PSB / Solidariedade \| \| SE \| Sérgio Gama (MDB) \| Valadares Filho (PSB) \| FE Brasil (PV/PT/PCdoB) / MDB / PSB / Solidariedade \| \| SP \| Fernando Haddad (PT) \| Márcio França (PSB) \| FE Brasil (PV/PT/PCdoB) / PSB / Fed. PSOL REDE / Agir \| \| SP \| Lúcia França (PSB) \| Márcio França (PSB) \| FE Brasil (PV/PT/PCdoB) / PSB / Fed. PSOL REDE / Agir \| \| TO \| Paulo Mourão (PT) \| Vilela do PT (PT) \| FE Brasil (PV/PT/PCdoB) \| \| TO \| Professora Germana (PCdoB) \| Vilela do PT (PT) \| FE Brasil (PV/PT/PCdoB) \| |                                         |                                         | |
| UF | Candidatos(as) a Governador(a) e a Vice | Candidatos(as) a Senadores(as)          | Coligação majoritária (governo e senado)                                                                                     |
| AC | Jorge Viana (PT)                        | Nazareth Araújo (PT)                    | FE Brasil (PV/PT/PCdoB) |
| AC | Marcus Alexandre (PT)                   | Nazareth Araújo (PT)                    | FE Brasil (PV/PT/PCdoB) |
| AL | Paulo Dantas (MDB)                      | Renan Filho (MDB)                       | FE Brasil (PV/PT/PCdoB) / MDB / PDT / PSC / Solidariedade                                                                    |
| AL | Ronaldo Lessa (PDT)                     | Renan Filho (MDB)                       | FE Brasil (PV/PT/PCdoB) / MDB / PDT / PSC / Solidariedade                                                                    |
| AM | Eduardo Braga (MDB)                     | Omar Aziz (PSD)                         | FE Brasil (PV/PT/PCdoB) / MDB / PSD                                                                                          |
| AM | Anne Moura (PT)                         | Omar Aziz (PSD)                         | FE Brasil (PV/PT/PCdoB) / MDB / PSD                                                                                          |
| AP | ninguém                                 | João Capiberibe (PSB)                   | FE Brasil (PV/PT/PCdoB) / PSB / Fed. PSOL REDE                                                                               |
| BA | Jerônimo Rodrigues (PT)                 | Otto Alencar (PSD)                      | FE Brasil (PV/PT/PCdoB) / MDB / PSD / PSB / Avante                                                                           |
| BA | Geraldo Junior (MDB)                    | Otto Alencar (PSD)                      | FE Brasil (PV/PT/PCdoB) / MDB / PSD / PSB / Avante                                                                           |
| CE | Elmano de Freitas (PT)                  | Camilo Santana (PT)                     | FE Brasil (PV/PT/PCdoB) / MDB / PP / Solidariedade / Fed. PSOL REDE / PRTB                                                   |
| CE | Jade Romero (MDB)                       | Camilo Santana (PT)                     | FE Brasil (PV/PT/PCdoB) / MDB / PP / Solidariedade / Fed. PSOL REDE / PRTB                                                   |
| DF | Leandro Grass (PV)                      | Rosilene Corrêa (PT)                    | FE Brasil (PV/PT/PCdoB) |
| DF | Olgamir Amancia (PCdoB)                 | Rosilene Corrêa (PT)                    | FE Brasil (PV/PT/PCdoB) |
| ES | Renato Casagrande (PSB)                 | Rose de Freitas (MDB)                   | FE Brasil (PV/PT/PCdoB) / PSB / Fed. PSDB Cidadania / MDB / PDT / PP / PODE                                                  |
| ES | Ricardo Ferraço (PSDB)                  | Rose de Freitas (MDB)                   | FE Brasil (PV/PT/PCdoB) / PSB / Fed. PSDB Cidadania / MDB / PDT / PP / PODE                                                  |
| GO | Wolmir Amado (PT)                       | Denise Carvalho (PCdoB)                 | FE Brasil (PV/PT/PCdoB) / PSB                                                                                                |
| GO | Fernando Tibúrcio (PSB)                 | Denise Carvalho (PCdoB)                 | FE Brasil (PV/PT/PCdoB) / PSB                                                                                                |
| MA | Carlos Brandão (PSB)                    | Flávio Dino (PSB)                       | FE Brasil (PV/PT/PCdoB) / PSB / Fed. PSDB Cidadania / MDB / PP / PODE / Patriota                                             |
| MA | Felipe Camarão (PT)                     | Flávio Dino (PSB)                       | FE Brasil (PV/PT/PCdoB) / PSB / Fed. PSDB Cidadania / MDB / PP / PODE / Patriota                                             |
| MG | Alexandre Kalil (PSD)                   | Alexandre Silveira (PSD)                | FE Brasil (PV/PT/PCdoB) / PSD / PSB                                                                                          |
| MG | André Quintão (PT)                      | Alexandre Silveira (PSD)                | FE Brasil (PV/PT/PCdoB) / PSD / PSB                                                                                          |
| MS | Giselle Marques (PT)                    | Tiago Botelho (PT)                      | FE Brasil (PV/PT/PCdoB) |
| MS | Abílio Vaneli (PT)                      | Tiago Botelho (PT)                      | FE Brasil (PV/PT/PCdoB) |
| MT | Márcia Pinheiro (PV)                    | Neri Geller (PP)                        | FE Brasil (PV/PT/PCdoB) / PP / PSD / Solidariedade                                                                           |
| MT | Vanderlúcio Rodrigues (PP)              | Neri Geller (PP)                        | FE Brasil (PV/PT/PCdoB) / PP / PSD / Solidariedade                                                                           |
| PA | Helder Barbalho (MDB)                   | Beto Faro (PT) candidatura isolada      | FE Brasil (PV/PT/PCdoB) / MDB / Fed. PSDB Cidadania / PP / PODE / UNIÃO / PDT / PSB / PSD / Republicanos / Avante / PTB / DC |
| PA | Hana Ghassan (MDB)                      | Beto Faro (PT) candidatura isolada      | FE Brasil (PV/PT/PCdoB) / MDB / Fed. PSDB Cidadania / PP / PODE / UNIÃO / PDT / PSB / PSD / Republicanos / Avante / PTB / DC |
| PB | Veneziano Vital do Rêgo (MDB)           | Ricardo Coutinho (PT)                   | FE Brasil (PV/PT/PCdoB) / MDB                                                                                                |
| PB | Maísa Cartaxo (PT)                      | Ricardo Coutinho (PT)                   | FE Brasil (PV/PT/PCdoB) / MDB                                                                                                |
| PE | Danilo Cabral (PSB)                     | Teresa Leitão (PT)                      | FE Brasil (PV/PT/PCdoB) / PSB / Republicanos / MDB / PDT / PP                                                                |
| PE | Luciana Santos (PCdoB)                  | Teresa Leitão (PT)                      | FE Brasil (PV/PT/PCdoB) / PSB / Republicanos / MDB / PDT / PP                                                                |
| PI | Rafael Fonteles (PT)                    | Wellington Dias (PT)                    | FE Brasil (PV/PT/PCdoB) / MDB / PSD / Solidariedade / PROS / Agir                                                            |
| PI | Themístocles Filho (MDB)                | Wellington Dias (PT)                    | FE Brasil (PV/PT/PCdoB) / MDB / PSD / Solidariedade / PROS / Agir                                                            |
| PR | Roberto Requião (PT)                    | Rosane Ferreira (PV)                    | FE Brasil (PV/PT/PCdoB) |
| PR | Jorge Samek (PT)                        | Rosane Ferreira (PV)                    | FE Brasil (PV/PT/PCdoB) |
| RJ | Marcelo Freixo (PSB)                    | André Ceciliano (PT) candidatura avulsa | FE Brasil (PV/PT/PCdoB) / PSB / Fed. PSDB Cidadania / Fed. PSOL REDE                                                         |
| RJ | César Maia (PSDB)                       | André Ceciliano (PT) candidatura avulsa | FE Brasil (PV/PT/PCdoB) / PSB / Fed. PSDB Cidadania / Fed. PSOL REDE                                                         |
| RN | Fátima Bezerra (PT)                     | Carlos Eduardo Alves (PDT)              | FE Brasil (PV/PT/PCdoB) / MDB / PDT / Republicanos / PROS                                                                    |
| RN | Walter Alves (MDB)                      | Carlos Eduardo Alves (PDT)              | FE Brasil (PV/PT/PCdoB) / MDB / PDT / Republicanos / PROS                                                                    |
| RO | Daniel Pereira (Solidariedade)          | Acir Gurgacz (PDT) indeferido           | FE Brasil (PV/PT/PCdoB) / Solidariedade / PDT / PSB                                                                          |
| RO | Anselmo de Jesus (PT)                   | Acir Gurgacz (PDT) indeferido           | FE Brasil (PV/PT/PCdoB) / Solidariedade / PDT / PSB                                                                          |
| RR | Rudson Leite (PV)                       | apoio informal à Telmário Mota (PROS)   | FE Brasil (PV/PT/PCdoB) |
| RR | Cristina Burger (PV)                    | apoio informal à Telmário Mota (PROS)   | FE Brasil (PV/PT/PCdoB) |
| RS | Edegar Pretto (PT)                      | Olívio Dutra (PT)                       | FE Brasil (PV/PT/PCdoB) / Fed. PSOL REDE                                                                                     |
| RS | Pedro Ruas (PSOL)                       | Olívio Dutra (PT)                       | FE Brasil (PV/PT/PCdoB) / Fed. PSOL REDE                                                                                     |
| SC | Décio Lima (PT)                         | Dário Berger (PSB)                      | FE Brasil (PV/PT/PCdoB) / PSB / Solidariedade                                                                                |
| SC | Bia Vargas (PSB)                        | Dário Berger (PSB)                      | FE Brasil (PV/PT/PCdoB) / PSB / Solidariedade                                                                                |
| SE | Rogério Carvalho (PT)                   | Valadares Filho (PSB)                   | FE Brasil (PV/PT/PCdoB) / MDB / PSB / Solidariedade                                                                          |
| SE | Sérgio Gama (MDB)                       | Valadares Filho (PSB)                   | FE Brasil (PV/PT/PCdoB) / MDB / PSB / Solidariedade                                                                          |
| SP | Fernando Haddad (PT)                    | Márcio França (PSB)                     | FE Brasil (PV/PT/PCdoB) / PSB / Fed. PSOL REDE / Agir                                                                        |
| SP | Lúcia França (PSB)                      | Márcio França (PSB)                     | FE Brasil (PV/PT/PCdoB) / PSB / Fed. PSOL REDE / Agir                                                                        |
| TO | Paulo Mourão (PT)                       | Vilela do PT (PT)                       | FE Brasil (PV/PT/PCdoB) |
| TO | Professora Germana (PCdoB)              | Vilela do PT (PT)                       | FE Brasil (PV/PT/PCdoB) |

| Participação e desempenho do PV nas eleições estaduais de 2018 |                                         |                                | |
| Candidatos majoritários eleitos (5 governadores e 11 senadores). Em negrito estão os candidatos filiados ao PV durante a eleição. \| UF \| Candidatos(as) a Governador(a) e a Vice \| Candidatos(as) a Senadores(as) \| Coligação majoritária (governo e senado) \| \| -- \| --------------------------------------- \| ------------------------------ \| ------------------------------------------------------------------------------------------------------------ \| \| AC \| Marcus Alexandre (PT) \| Jorge Viana (PT) \| PV / PT / PDT / PRB / PODE / PROS / PCdoB / PSB / PHS / PRTB / DC / PPL / PMB / PSOL \| \| AC \| Emylson Farias (PDT) \| Ney Amorim (PT) \| PV / PT / PDT / PRB / PODE / PROS / PCdoB / PSB / PHS / PRTB / DC / PPL / PMB / PSOL \| \| AL \| Renan Filho (MDB) \| Renan Calheiros (MDB) \| PV / MDB / PT / PTB / PDT / PODE / PPS / PR / PCdoB / PHS / AVANTE / PSD / PRTB / DC / PRP / PMB / PMN \| \| AL \| Luciano Barbosa (MDB) \| Maurício Quintella Lessa (PR) \| PV / MDB / PT / PTB / PDT / PODE / PPS / PR / PCdoB / PHS / AVANTE / PSD / PRTB / DC / PRP / PMB / PMN \| \| AM \| Amazonino Mendes (PDT) \| Alfredo Nascimento (PR) \| PV / PDT / PP / PRP / AVANTE / PR / SD / PPS / PTB / PHS / PSL / PPL \| \| AM \| Rebeca Garcia (PP) \| Hissa Abrahão (PDT) \| PV / PDT / PP / PRP / AVANTE / PR / SD / PPS / PTB / PHS / PSL / PPL \| \| AP \| ninguém \| Wagner Gomes (PMN) \| PV / PMN / PSOL \| \| BA \| José Ronaldo (DEM) \| Jutahy Magalhães Júnior (PSDB) \| PV / DEM / PSDB / PSC / PTB / PRB / SD / PATRI / PPL \| \| BA \| Mônica Bahia (PSDB) \| Irmão Lázaro (PSC) \| PV / DEM / PSDB / PSC / PTB / PRB / SD / PATRI / PPL \| \| CE \| Camilo Santana (PT) \| Cid Gomes (PDT) \| PV / PT / PDT / PP / PSB / PR / PTB / DEM / PCdoB / PPS / PRP / PMN / PPL / PATRI / PRTB / PMB \| \| CE \| Izolda Cela (PDT) \| Cid Gomes (PDT) \| PV / PT / PDT / PP / PSB / PR / PTB / DEM / PCdoB / PPS / PRP / PMN / PPL / PATRI / PRTB / PMB \| \| DF \| Rodrigo Rollemberg (PSB) \| Leila do Vôlei (PSB) \| PV / PSB / PCdoB / PDT / REDE \| \| DF \| Eduardo Brandão (PV) \| Chico Leite (REDE) \| PV / PSB / PCdoB / PDT / REDE \| \| ES \| Renato Casagrande (PSB) \| Marcos do Val (PPS) \| PV / PSB / PHS / PROS / PSC / AVANTE / PTC / PPS / PSDB / PP / PCdoB / DEM / PDT / PPL / DC / SD / PRP / PSD \| \| ES \| Jacqueline Moraes (PSB) \| Ricardo Ferraço (PSDB) \| PV / PSB / PHS / PROS / PSC / AVANTE / PTC / PPS / PSDB / PP / PCdoB / DEM / PDT / PPL / DC / SD / PRP / PSD \| \| GO \| José Eliton (PSDB) \| Lúcia Vânia (PSB) \| PV / PSDB / PTB / PSB / PSD / PPS / SD / NOVO / PATRI / AVANTE / REDE \| \| GO \| Raquel Teixeira (PSDB) \| Marconi Perillo (PSDB) \| PV / PSDB / PTB / PSB / PSD / PPS / SD / NOVO / PATRI / AVANTE / REDE \| \| MA \| Roseana Sarney (MDB) \| Edison Lobão (MDB) \| PV / MDB / PSC / PSD / PRP / PMB \| \| MA \| Ribinha Cunha (PSC) \| Sarney Filho (PV) \| PV / MDB / PSC / PSD / PRP / PMB \| \| MG \| Adalclever Lopes (MDB) \| Fábio Cherem (PDT) \| PV / MDB / PDT / PODE / PROS / PRB \| \| MG \| Adriana Buzelin (PV) \| Fábio Cherem (PDT) \| PV / MDB / PDT / PODE / PROS / PRB \| \| MS \| Marcelo Bluma (PV) \| Mário Fonseca (PCdoB) \| PV / REDE / PCdoB \| \| MS \| Ana Maria Bernardelli (REDE) \| Mário Fonseca (PCdoB) \| PV / REDE / PCdoB \| \| MT \| Wellington Fagundes (PR) \| Adilton Sachetti (PRB) \| PV / PR / PRB / PCdoB / PTB / PP / PT / PODE / PMN / PROS \| \| MT \| Sirlei Theis (PV) \| Professora Maria Lúcia (PCdoB) \| PV / PR / PRB / PCdoB / PTB / PP / PT / PODE / PMN / PROS \| \| PA \| ninguém \| Jarbas Vasconcelos (PV) \| nenhuma \| \| PB \| Lucélio Cartaxo (PV) \| Daniella Ribeiro (PP) \| PV / PSDB / PP / PSD / PSC / SD / DC / PRTB / PHS / PTC / PSL / PPL \| \| PB \| Michele Rodrigues (PSDB) \| Cássio Cunha Lima (PSDB) \| PV / PSDB / PP / PSD / PSC / SD / DC / PRTB / PHS / PTC / PSL / PPL \| \| PE \| Paulo Câmara (PSB) \| Humberto Costa (PT) \| PV / PSB / PCdoB / PT / MDB / PP / PMN / PTC / PRP / PATRI / PRTB / PPL / SD \| \| PE \| Luciana Santos (PCdoB) \| Jarbas Vasconcelos (MDB) \| PV / PSB / PCdoB / PT / MDB / PP / PMN / PTC / PRP / PATRI / PRTB / PPL / SD \| \| PI \| Elmano Férrer (PODE) \| ninguém \| PV / PODE / AVANTE / PATRI / REDE / PPS / PMB / PRP / PHS \| \| PI \| Luiz Ayrton (PV) \| ninguém \| PV / PODE / AVANTE / PATRI / REDE / PPS / PMB / PRP / PHS \| \| PR \| Ratinho Júnior (PSD) \| Oriovisto Guimarães (PODE) \| PV / PSD / PSC / PRB / PR / PPS / PHS / AVANTE / PODE \| \| PR \| Darci Piana (PSD) \| Oriovisto Guimarães (PODE) \| PV / PSD / PSC / PRB / PR / PPS / PHS / AVANTE / PODE \| \| RJ \| Eduardo Paes (DEM) \| Aspásia Camargo (PSDB) \| PV / DEM / PPS / PSDB / PP / PTB / MDB / SD / DC / PHS / AVANTE / PMN \| \| RJ \| Comte Bittencourt (PPS) \| César Maia (DEM) \| PV / DEM / PPS / PSDB / PP / PTB / MDB / SD / DC / PHS / AVANTE / PMN \| \| RN \| Brenno Queiroga (SD) \| Joanílson Rêgo (DC) \| PV / SD / DC / PSC / PSL / PPL / PMN / PATRI \| \| RN \| Sérgio Leocádio (SD) \| Magnólia Figueiredo (SD) \| PV / SD / DC / PSC / PSL / PPL / PMN / PATRI \| \| RO \| Mauro de Carvalho (MDB) \| Confúcio Moura (MDB) \| PV / MDB / PODE / PMN / PSC / PCdoB / PHS / PROS \| \| RO \| Wagner Garcia de Freitas (MDB) \| Valdir Raupp (MDB) \| PV / MDB / PODE / PMN / PSC / PCdoB / PHS / PROS \| \| RR \| Telmário Mota (PTB) \| Júlio Martins (PTB) \| PV / PTB / PT / REDE \| \| RR \| Evandro Moreira (PTB) \| Rudson Leite (PV) \| PV / PTB / PT / REDE \| \| RS \| Jairo Jorge (PDT) \| Ana Varela (PODE) \| PV / PDT / SD / PODE / AVANTE / PMB / PPL \| \| RS \| Cláudio Bier (PV) \| Sandra Weber (SD) \| PV / PDT / SD / PODE / AVANTE / PMB / PPL \| \| SC \| Gelson Merisio (PSD) \| Esperidião Amin (PP) \| PV / PSD / DEM / PP / PCdoB / PDT / PRB / PSB / PODE / SD / PSC / PROS / PHS / PRP / PPL \| \| SC \| João Paulo Kleinübing (DEM) \| Raimundo Colombo (PSD) \| PV / PSD / DEM / PP / PCdoB / PDT / PRB / PSB / PODE / SD / PSC / PROS / PHS / PRP / PPL \| \| SE \| Mendonça Prado (DEM) \| Reynaldo Nunes (PV) \| PV / DEM / PRTB \| \| SE \| Coronel Jorge Husek (DEM) \| Reynaldo Nunes (PV) \| PV / DEM / PRTB \| \| SP \| Márcio França (PSB) \| Maurren Maggi (PSB) \| PV / PSB / PR / PSC / PPS / PTB / PODE / PMB / PHS / PPL / PRP / PATRI / PROS / SD / AVANTE \| \| SP \| Coronel Eliane Nikoluk (PR) \| Mário Covas Neto (PODE) \| PV / PSB / PR / PSC / PPS / PTB / PODE / PMB / PHS / PPL / PRP / PATRI / PROS / SD / AVANTE \| \| TO \| Márlon Reis (REDE) \| Irajá Abreu (PSD) \| PV / REDE / PTB / PSD / PCdoB / PT / PDT / PRTB \| \| TO \| José Geraldo (PTB) \| Paulo Mourão (PT) \| PV / REDE / PTB / PSD / PCdoB / PT / PDT / PRTB \| |                                         |                                | |
| UF | Candidatos(as) a Governador(a) e a Vice | Candidatos(as) a Senadores(as) | Coligação majoritária (governo e senado)                                                                     |
| AC | Marcus Alexandre (PT)                   | Jorge Viana (PT)               | PV / PT / PDT / PRB / PODE / PROS / PCdoB / PSB / PHS / PRTB / DC / PPL / PMB / PSOL                         |
| AC | Emylson Farias (PDT)                    | Ney Amorim (PT)                | PV / PT / PDT / PRB / PODE / PROS / PCdoB / PSB / PHS / PRTB / DC / PPL / PMB / PSOL                         |
| AL | Renan Filho (MDB)                       | Renan Calheiros (MDB)          | PV / MDB / PT / PTB / PDT / PODE / PPS / PR / PCdoB / PHS / AVANTE / PSD / PRTB / DC / PRP / PMB / PMN       |
| AL | Luciano Barbosa (MDB)                   | Maurício Quintella Lessa (PR)  | PV / MDB / PT / PTB / PDT / PODE / PPS / PR / PCdoB / PHS / AVANTE / PSD / PRTB / DC / PRP / PMB / PMN       |
| AM | Amazonino Mendes (PDT)                  | Alfredo Nascimento (PR)        | PV / PDT / PP / PRP / AVANTE / PR / SD / PPS / PTB / PHS / PSL / PPL                                         |
| AM | Rebeca Garcia (PP)                      | Hissa Abrahão (PDT)            | PV / PDT / PP / PRP / AVANTE / PR / SD / PPS / PTB / PHS / PSL / PPL                                         |
| AP | ninguém                                 | Wagner Gomes (PMN)             | PV / PMN / PSOL                                                                                              |
| BA | José Ronaldo (DEM)                      | Jutahy Magalhães Júnior (PSDB) | PV / DEM / PSDB / PSC / PTB / PRB / SD / PATRI / PPL                                                         |
| BA | Mônica Bahia (PSDB)                     | Irmão Lázaro (PSC)             | PV / DEM / PSDB / PSC / PTB / PRB / SD / PATRI / PPL                                                         |
| CE | Camilo Santana (PT)                     | Cid Gomes (PDT)                | PV / PT / PDT / PP / PSB / PR / PTB / DEM / PCdoB / PPS / PRP / PMN / PPL / PATRI / PRTB / PMB               |
| CE | Izolda Cela (PDT)                       | Cid Gomes (PDT)                | PV / PT / PDT / PP / PSB / PR / PTB / DEM / PCdoB / PPS / PRP / PMN / PPL / PATRI / PRTB / PMB               |
| DF | Rodrigo Rollemberg (PSB)                | Leila do Vôlei (PSB)           | PV / PSB / PCdoB / PDT / REDE                                                                                |
| DF | Eduardo Brandão (PV)                    | Chico Leite (REDE)             | PV / PSB / PCdoB / PDT / REDE                                                                                |
| ES | Renato Casagrande (PSB)                 | Marcos do Val (PPS)            | PV / PSB / PHS / PROS / PSC / AVANTE / PTC / PPS / PSDB / PP / PCdoB / DEM / PDT / PPL / DC / SD / PRP / PSD |
| ES | Jacqueline Moraes (PSB)                 | Ricardo Ferraço (PSDB)         | PV / PSB / PHS / PROS / PSC / AVANTE / PTC / PPS / PSDB / PP / PCdoB / DEM / PDT / PPL / DC / SD / PRP / PSD |
| GO | José Eliton (PSDB)                      | Lúcia Vânia (PSB)              | PV / PSDB / PTB / PSB / PSD / PPS / SD / NOVO / PATRI / AVANTE / REDE                                        |
| GO | Raquel Teixeira (PSDB)                  | Marconi Perillo (PSDB)         | PV / PSDB / PTB / PSB / PSD / PPS / SD / NOVO / PATRI / AVANTE / REDE                                        |
| MA | Roseana Sarney (MDB)                    | Edison Lobão (MDB)             | PV / MDB / PSC / PSD / PRP / PMB                                                                             |
| MA | Ribinha Cunha (PSC)                     | Sarney Filho (PV)              | PV / MDB / PSC / PSD / PRP / PMB                                                                             |
| MG | Adalclever Lopes (MDB)                  | Fábio Cherem (PDT)             | PV / MDB / PDT / PODE / PROS / PRB                                                                           |
| MG | Adriana Buzelin (PV)                    | Fábio Cherem (PDT)             | PV / MDB / PDT / PODE / PROS / PRB                                                                           |
| MS | Marcelo Bluma (PV)                      | Mário Fonseca (PCdoB)          | PV / REDE / PCdoB                                                                                            |
| MS | Ana Maria Bernardelli (REDE)            | Mário Fonseca (PCdoB)          | PV / REDE / PCdoB                                                                                            |
| MT | Wellington Fagundes (PR)                | Adilton Sachetti (PRB)         | PV / PR / PRB / PCdoB / PTB / PP / PT / PODE / PMN / PROS                                                    |
| MT | Sirlei Theis (PV)                       | Professora Maria Lúcia (PCdoB) | PV / PR / PRB / PCdoB / PTB / PP / PT / PODE / PMN / PROS                                                    |
| PA | ninguém                                 | Jarbas Vasconcelos (PV)        | nenhuma |
| PB | Lucélio Cartaxo (PV)                    | Daniella Ribeiro (PP)          | PV / PSDB / PP / PSD / PSC / SD / DC / PRTB / PHS / PTC / PSL / PPL                                          |
| PB | Michele Rodrigues (PSDB)                | Cássio Cunha Lima (PSDB)       | PV / PSDB / PP / PSD / PSC / SD / DC / PRTB / PHS / PTC / PSL / PPL                                          |
| PE | Paulo Câmara (PSB)                      | Humberto Costa (PT)            | PV / PSB / PCdoB / PT / MDB / PP / PMN / PTC / PRP / PATRI / PRTB / PPL / SD                                 |
| PE | Luciana Santos (PCdoB)                  | Jarbas Vasconcelos (MDB)       | PV / PSB / PCdoB / PT / MDB / PP / PMN / PTC / PRP / PATRI / PRTB / PPL / SD                                 |
| PI | Elmano Férrer (PODE)                    | ninguém                        | PV / PODE / AVANTE / PATRI / REDE / PPS / PMB / PRP / PHS                                                    |
| PI | Luiz Ayrton (PV)                        | ninguém                        | PV / PODE / AVANTE / PATRI / REDE / PPS / PMB / PRP / PHS                                                    |
| PR | Ratinho Júnior (PSD)                    | Oriovisto Guimarães (PODE)     | PV / PSD / PSC / PRB / PR / PPS / PHS / AVANTE / PODE                                                        |
| PR | Darci Piana (PSD)                       | Oriovisto Guimarães (PODE)     | PV / PSD / PSC / PRB / PR / PPS / PHS / AVANTE / PODE                                                        |
| RJ | Eduardo Paes (DEM)                      | Aspásia Camargo (PSDB)         | PV / DEM / PPS / PSDB / PP / PTB / MDB / SD / DC / PHS / AVANTE / PMN                                        |
| RJ | Comte Bittencourt (PPS)                 | César Maia (DEM)               | PV / DEM / PPS / PSDB / PP / PTB / MDB / SD / DC / PHS / AVANTE / PMN                                        |
| RN | Brenno Queiroga (SD)                    | Joanílson Rêgo (DC)            | PV / SD / DC / PSC / PSL / PPL / PMN / PATRI                                                                 |
| RN | Sérgio Leocádio (SD)                    | Magnólia Figueiredo (SD)       | PV / SD / DC / PSC / PSL / PPL / PMN / PATRI                                                                 |
| RO | Mauro de Carvalho (MDB)                 | Confúcio Moura (MDB)           | PV / MDB / PODE / PMN / PSC / PCdoB / PHS / PROS                                                             |
| RO | Wagner Garcia de Freitas (MDB)          | Valdir Raupp (MDB)             | PV / MDB / PODE / PMN / PSC / PCdoB / PHS / PROS                                                             |
| RR | Telmário Mota (PTB)                     | Júlio Martins (PTB)            | PV / PTB / PT / REDE                                                                                         |
| RR | Evandro Moreira (PTB)                   | Rudson Leite (PV)              | PV / PTB / PT / REDE                                                                                         |
| RS | Jairo Jorge (PDT)                       | Ana Varela (PODE)              | PV / PDT / SD / PODE / AVANTE / PMB / PPL                                                                    |
| RS | Cláudio Bier (PV)                       | Sandra Weber (SD)              | PV / PDT / SD / PODE / AVANTE / PMB / PPL                                                                    |
| SC | Gelson Merisio (PSD)                    | Esperidião Amin (PP)           | PV / PSD / DEM / PP / PCdoB / PDT / PRB / PSB / PODE / SD / PSC / PROS / PHS / PRP / PPL                     |
| SC | João Paulo Kleinübing (DEM)             | Raimundo Colombo (PSD)         | PV / PSD / DEM / PP / PCdoB / PDT / PRB / PSB / PODE / SD / PSC / PROS / PHS / PRP / PPL                     |
| SE | Mendonça Prado (DEM)                    | Reynaldo Nunes (PV)            | PV / DEM / PRTB                                                                                              |
| SE | Coronel Jorge Husek (DEM)               | Reynaldo Nunes (PV)            | PV / DEM / PRTB                                                                                              |
| SP | Márcio França (PSB)                     | Maurren Maggi (PSB)            | PV / PSB / PR / PSC / PPS / PTB / PODE / PMB / PHS / PPL / PRP / PATRI / PROS / SD / AVANTE                  |
| SP | Coronel Eliane Nikoluk (PR)             | Mário Covas Neto (PODE)        | PV / PSB / PR / PSC / PPS / PTB / PODE / PMB / PHS / PPL / PRP / PATRI / PROS / SD / AVANTE                  |
| TO | Márlon Reis (REDE)                      | Irajá Abreu (PSD)              | PV / REDE / PTB / PSD / PCdoB / PT / PDT / PRTB                                                              |
| TO | José Geraldo (PTB)                      | Paulo Mourão (PT)              | PV / REDE / PTB / PSD / PCdoB / PT / PDT / PRTB                                                              |

| Participação e desempenho do PV nas eleições estaduais de 2014 |                                         |                                | |
| Candidatos majoritários eleitos (9 governadores e 10 senadores). Em negrito estão os candidatos filiados ao PV durante a eleição. \| UF \| Candidatos(as) a Governador(a) e a Vice \| Candidatos(as) a Senadores(as) \| Coligação majoritária (governo e senado) \| \| -- \| --------------------------------------- \| ------------------------------ \| ------------------------------------------------------------------------------------------------------------------------------ \| \| AC \| Bocalom (DEM) \| Dr. Roberto Duarte (PMN) \| PV / DEM / PMN \| \| AC \| Henrique Afonso (PV) \| Dr. Roberto Duarte (PMN) \| PV / DEM / PMN \| \| AL \| Renan Filho (PMDB) \| Collor de Mello (PTB) \| PV / PTdoB / PMDB / PTB / PCdoB / PSC / PHS / PROS / PSD / PDT / PT \| \| AL \| Luciano Barbosa (PMDB) \| Collor de Mello (PTB) \| PV / PTdoB / PMDB / PTB / PCdoB / PSC / PHS / PROS / PSD / PDT / PT \| \| AM \| José Melo (PROS) \| Omar Aziz (PSD) \| PV / PROS / DEM / PSL / PTN / PRP / PSDB / PRTB / PHS / PTC / PR / PSC / PEN / PSD / SD / PTdoB \| \| AM \| Henrique Oliveira (SD) \| Omar Aziz (PSD) \| PV / PROS / DEM / PSL / PTN / PRP / PSDB / PRTB / PHS / PTC / PR / PSC / PEN / PSD / SD / PTdoB \| \| AP \| Bruno Mineiro (PTdoB) \| Promotor Moisés (PEN) \| PV / PTdoB / PRB / PHS / PR / PEN / PROS / PSDC / PTN \| \| AP \| Aline Gurgel (PR) \| Promotor Moisés (PEN) \| PV / PTdoB / PRB / PHS / PR / PEN / PROS / PSDC / PTN \| \| BA \| Paulo Souto (DEM) \| Geddel Lima (PMDB) \| PV / DEM / PSDB / PMDB / SD / PTN / PROS / PRB / PSC / PTC / PPS / PRP / PSDC \| \| BA \| Joaci Góes (PSDB) \| Geddel Lima (PMDB) \| PV / DEM / PSDB / PMDB / SD / PTN / PROS / PRB / PSC / PTC / PPS / PRP / PSDC \| \| CE \| Camilo Santana (PT) \| Mauro Filho (PROS) \| PV / PRB / PP / PDT / PT / PTC / SD / PTB / PSL / PEN / PHS / PMN / PSD / PTdoB / PROS / PRTB / PPL / PCdoB \| \| CE \| Izolda Cela (PROS) \| Mauro Filho (PROS) \| PV / PRB / PP / PDT / PT / PTC / SD / PTB / PSL / PEN / PHS / PMN / PSD / PTdoB / PROS / PRTB / PPL / PCdoB \| \| DF \| Agnelo Queiroz (PT) \| Geraldo Magela (PT) \| PV / PT / PP / PMDB / PRB / PHS / PRP / PPL / PTN / PTdoB / PEN / PSC / PROS / PTC / PSL / PCdoB \| \| DF \| Tadeu Filippelli (PMDB) \| Geraldo Magela (PT) \| PV / PT / PP / PMDB / PRB / PHS / PRP / PPL / PTN / PTdoB / PEN / PSC / PROS / PTC / PSL / PCdoB \| \| ES \| Renato Casagrande (PSB) \| Neucimar Fraga (PV) \| PV / PSB / PSDC / PSL / PP / PTB / PTdoB / PPS / PR / PSC / PSD / PTC / PCdoB / PHS / PTN / PPL / PMN / PRB / PRTB \| \| ES \| Fabrício Gandini (PPS) \| Neucimar Fraga (PV) \| PV / PSB / PSDC / PSL / PP / PTB / PTdoB / PPS / PR / PSC / PSD / PTC / PCdoB / PHS / PTN / PPL / PMN / PRB / PRTB \| \| GO \| Marconi Perillo (PSDB) \| Vilmar Rocha (PSD) \| PV / PRB / PPS / PDT / PTdoB / PSL / PR / PP / PHS / PMN / PROS / PTC / PSDB / PEN / PSD / PTB \| \| GO \| José Eliton (PP) \| Vilmar Rocha (PSD) \| PV / PRB / PPS / PDT / PTdoB / PSL / PR / PP / PHS / PMN / PROS / PTC / PSDB / PEN / PSD / PTB \| \| MA \| Lobão Filho (PMDB) \| Gastão Vieira (PMDB) \| PV / PMDB / PSL / PEN / PSDC / PRP / PTN / PMN / PSC / PHS / PRTB / PR / PRB / DEM / PSD / PT / PTB / PTdoB \| \| MA \| Arnaldo Melo (PMDB) \| Gastão Vieira (PMDB) \| PV / PMDB / PSL / PEN / PSDC / PRP / PTN / PMN / PSC / PHS / PRTB / PR / PRB / DEM / PSD / PT / PTB / PTdoB \| \| MG \| Pimenta da Veiga (PSDB) \| Antônio Anastasia (PSDB) \| PV / PSDB / PP / DEM / PSD / PTB / PPS / PDT / PR / PMN / PSC / PSL / PTC / SD \| \| MG \| Dinis Pinheiro (PP) \| Antônio Anastasia (PSDB) \| PV / PSDB / PP / DEM / PSD / PTB / PPS / PDT / PR / PMN / PSC / PSL / PTC / SD \| \| MS \| Delcídio do Amaral (PT) \| Ricardo Ayache (PT) \| PV / PT / PDT / PSL / PTB / PSDC / PROS / PCdoB / PTC / PPL / PRP / PR \| \| MS \| Londres Machado (PR) \| Ricardo Ayache (PT) \| PV / PT / PDT / PSL / PTB / PSDC / PROS / PCdoB / PTC / PPL / PRP / PR \| \| MT \| Pedro Taques (PDT) \| Rogério Salles (PSDB) \| PV / PDT / PP / DEM / PSDB / PSB / PPS / PTB / PSDC / PSC / PRP / PSL / PRB \| \| MT \| Carlos Fávaro (PP) \| Rogério Salles (PSDB) \| PV / PDT / PP / DEM / PSDB / PSB / PPS / PTB / PSDC / PSC / PRP / PSL / PRB \| \| PA \| Zé Carlos (PV) \| Professor Simão (PV) \| nenhuma \| \| PA \| Isaura Guerreiro (PV) \| Professor Simão (PV) \| nenhuma \| \| PB \| Ricardo Coutinho (PSB) \| Lucélio Cartaxo (PT) \| PV / PSB / PT / DEM / PHS / PDT / PRP / PSL / PRTB / PCdoB / PPL \| \| PB \| Lígia Feliciano (PDT) \| Lucélio Cartaxo (PT) \| PV / PSB / PT / DEM / PHS / PDT / PRP / PSL / PRTB / PCdoB / PPL \| \| PE \| Paulo Câmara (PSB) \| Fernando Coelho (PSB) \| PV / PMDB / PCdoB / PSB / PTC / PRP / PTN / PR / SD / PPS / PRTB / PSDB / PSD / PPL / DEM / PHS / PSDC / PROS / PP / PEN / PSL \| \| PE \| Raul Henry (PMDB) \| Fernando Coelho (PSB) \| PV / PMDB / PCdoB / PSB / PTC / PRP / PTN / PR / SD / PPS / PRTB / PSDB / PSD / PPL / DEM / PHS / PSDC / PROS / PP / PEN / PSL \| \| PI \| Zé Filho (PMDB) \| Wilson Martins (PSB) \| PV / PMDB / PSDB / PCdoB / PTdoB / PSB / PDT / PTN / PPS / DEM / PSDC / PSL / PMN / PRB / PTC / PSD / PEN \| \| PI \| Sílvio Mendes (PSDB) \| Wilson Martins (PSB) \| PV / PMDB / PSDB / PCdoB / PTdoB / PSB / PDT / PTN / PPS / DEM / PSDC / PSL / PMN / PRB / PTC / PSD / PEN \| \| PR \| Roberto Requião (PMDB) \| Marcelo Almeida (PMDB) \| PV / PMDB / PPL \| \| PR \| Rosane Ferreira (PV) \| Marcelo Almeida (PMDB) \| PV / PMDB / PPL \| \| RJ \| Lindberg Farias (PT) \| Romário (PSB) \| PV / PT / PSB / PCdoB \| \| RJ \| Roberto Rocco (PV) \| Romário (PSB) \| PV / PT / PSB / PCdoB \| \| RN \| Henrique Alves (PMDB) \| Vilma de Faria (PSB) \| PV / PMDB / PR / PSB / PROS / PDT / SD / PSC / PTB / PPS / PHS / PSDB / PSDC / PRB / PTN / PMN / PRP \| \| RN \| João Maia (PR) \| Vilma de Faria (PSB) \| PV / PMDB / PR / PSB / PROS / PDT / SD / PSC / PTB / PPS / PHS / PSDB / PSDC / PRB / PTN / PMN / PRP \| \| RO \| Jaqueline Cassol (PR) \| Ivone Cassol (PP) \| PV / PP / PR / PPS / PROS / PTC \| \| RO \| Carlos Magno (PP) \| Ivone Cassol (PP) \| PV / PP / PR / PPS / PROS / PTC \| \| RR \| Ângela Portela (PT) \| Telmário Mota (PDT) \| PV / PT / PDT / PCdoB / PTC \| \| RR \| Alexandre Henklain (PDT) \| Telmário Mota (PDT) \| PV / PT / PDT / PCdoB / PTC \| \| RS \| Vieira da Cunha (PDT) \| Lasier Martins (PDT) \| PV / PDT / PSC / DEM / PEN \| \| RS \| Flávio José Gomes (PSC) \| Lasier Martins (PDT) \| PV / PDT / PSC / DEM / PEN \| \| SC \| Raimundo Colombo (PSD) \| Dário Elias Berger (PMDB) \| PV / PSD / PRB / PMDB / PR / PTB / PSC / PSDC / PROS / PCdoB / PDT / DEM \| \| SC \| Eduardo Pinho Moreira (PMDB) \| Dário Elias Berger (PMDB) \| PV / PSD / PRB / PMDB / PR / PTB / PSC / PSDC / PROS / PCdoB / PDT / DEM \| \| SE \| Eduardo Amorim (PSC) \| Maria do Carmo (DEM) \| PV / DEM / PSL / PP / PTdoB / PSC / PTC / PSDB / PTB / SD / PPS / PHS / PMN / PR / PEN \| \| SE \| Augusto Franco Neto (PSDB) \| Maria do Carmo (DEM) \| PV / DEM / PSL / PP / PTdoB / PSC / PTC / PSDB / PTB / SD / PPS / PHS / PMN / PR / PEN \| \| SP \| Gilberto Natalini (PV) \| Kaká Werá (PV) \| nenhuma \| \| SP \| Maria Lúcia Haidar (PV) \| Kaká Werá (PV) \| nenhuma \| \| TO \| Marcelo Miranda (PMDB) \| Kátia Abreu (PMDB) \| PV / PMDB / PT / PSD \| \| TO \| Marcelo Lélis (PV) \| Kátia Abreu (PMDB) \| PV / PMDB / PT / PSD \| |                                         |                                | |
| UF | Candidatos(as) a Governador(a) e a Vice | Candidatos(as) a Senadores(as) | Coligação majoritária (governo e senado)                                                                                       |
| AC | Bocalom (DEM)                           | Dr. Roberto Duarte (PMN)       | PV / DEM / PMN |
| AC | Henrique Afonso (PV)                    | Dr. Roberto Duarte (PMN)       | PV / DEM / PMN |
| AL | Renan Filho (PMDB)                      | Collor de Mello (PTB)          | PV / PTdoB / PMDB / PTB / PCdoB / PSC / PHS / PROS / PSD / PDT / PT                                                            |
| AL | Luciano Barbosa (PMDB)                  | Collor de Mello (PTB)          | PV / PTdoB / PMDB / PTB / PCdoB / PSC / PHS / PROS / PSD / PDT / PT                                                            |
| AM | José Melo (PROS)                        | Omar Aziz (PSD)                | PV / PROS / DEM / PSL / PTN / PRP / PSDB / PRTB / PHS / PTC / PR / PSC / PEN / PSD / SD / PTdoB                                |
| AM | Henrique Oliveira (SD)                  | Omar Aziz (PSD)                | PV / PROS / DEM / PSL / PTN / PRP / PSDB / PRTB / PHS / PTC / PR / PSC / PEN / PSD / SD / PTdoB                                |
| AP | Bruno Mineiro (PTdoB)                   | Promotor Moisés (PEN)          | PV / PTdoB / PRB / PHS / PR / PEN / PROS / PSDC / PTN                                                                          |
| AP | Aline Gurgel (PR)                       | Promotor Moisés (PEN)          | PV / PTdoB / PRB / PHS / PR / PEN / PROS / PSDC / PTN                                                                          |
| BA | Paulo Souto (DEM)                       | Geddel Lima (PMDB)             | PV / DEM / PSDB / PMDB / SD / PTN / PROS / PRB / PSC / PTC / PPS / PRP / PSDC                                                  |
| BA | Joaci Góes (PSDB)                       | Geddel Lima (PMDB)             | PV / DEM / PSDB / PMDB / SD / PTN / PROS / PRB / PSC / PTC / PPS / PRP / PSDC                                                  |
| CE | Camilo Santana (PT)                     | Mauro Filho (PROS)             | PV / PRB / PP / PDT / PT / PTC / SD / PTB / PSL / PEN / PHS / PMN / PSD / PTdoB / PROS / PRTB / PPL / PCdoB                    |
| CE | Izolda Cela (PROS)                      | Mauro Filho (PROS)             | PV / PRB / PP / PDT / PT / PTC / SD / PTB / PSL / PEN / PHS / PMN / PSD / PTdoB / PROS / PRTB / PPL / PCdoB                    |
| DF | Agnelo Queiroz (PT)                     | Geraldo Magela (PT)            | PV / PT / PP / PMDB / PRB / PHS / PRP / PPL / PTN / PTdoB / PEN / PSC / PROS / PTC / PSL / PCdoB                               |
| DF | Tadeu Filippelli (PMDB)                 | Geraldo Magela (PT)            | PV / PT / PP / PMDB / PRB / PHS / PRP / PPL / PTN / PTdoB / PEN / PSC / PROS / PTC / PSL / PCdoB                               |
| ES | Renato Casagrande (PSB)                 | Neucimar Fraga (PV)            | PV / PSB / PSDC / PSL / PP / PTB / PTdoB / PPS / PR / PSC / PSD / PTC / PCdoB / PHS / PTN / PPL / PMN / PRB / PRTB             |
| ES | Fabrício Gandini (PPS)                  | Neucimar Fraga (PV)            | PV / PSB / PSDC / PSL / PP / PTB / PTdoB / PPS / PR / PSC / PSD / PTC / PCdoB / PHS / PTN / PPL / PMN / PRB / PRTB             |
| GO | Marconi Perillo (PSDB)                  | Vilmar Rocha (PSD)             | PV / PRB / PPS / PDT / PTdoB / PSL / PR / PP / PHS / PMN / PROS / PTC / PSDB / PEN / PSD / PTB                                 |
| GO | José Eliton (PP)                        | Vilmar Rocha (PSD)             | PV / PRB / PPS / PDT / PTdoB / PSL / PR / PP / PHS / PMN / PROS / PTC / PSDB / PEN / PSD / PTB                                 |
| MA | Lobão Filho (PMDB)                      | Gastão Vieira (PMDB)           | PV / PMDB / PSL / PEN / PSDC / PRP / PTN / PMN / PSC / PHS / PRTB / PR / PRB / DEM / PSD / PT / PTB / PTdoB                    |
| MA | Arnaldo Melo (PMDB)                     | Gastão Vieira (PMDB)           | PV / PMDB / PSL / PEN / PSDC / PRP / PTN / PMN / PSC / PHS / PRTB / PR / PRB / DEM / PSD / PT / PTB / PTdoB                    |
| MG | Pimenta da Veiga (PSDB)                 | Antônio Anastasia (PSDB)       | PV / PSDB / PP / DEM / PSD / PTB / PPS / PDT / PR / PMN / PSC / PSL / PTC / SD                                                 |
| MG | Dinis Pinheiro (PP)                     | Antônio Anastasia (PSDB)       | PV / PSDB / PP / DEM / PSD / PTB / PPS / PDT / PR / PMN / PSC / PSL / PTC / SD                                                 |
| MS | Delcídio do Amaral (PT)                 | Ricardo Ayache (PT)            | PV / PT / PDT / PSL / PTB / PSDC / PROS / PCdoB / PTC / PPL / PRP / PR                                                         |
| MS | Londres Machado (PR)                    | Ricardo Ayache (PT)            | PV / PT / PDT / PSL / PTB / PSDC / PROS / PCdoB / PTC / PPL / PRP / PR                                                         |
| MT | Pedro Taques (PDT)                      | Rogério Salles (PSDB)          | PV / PDT / PP / DEM / PSDB / PSB / PPS / PTB / PSDC / PSC / PRP / PSL / PRB                                                    |
| MT | Carlos Fávaro (PP)                      | Rogério Salles (PSDB)          | PV / PDT / PP / DEM / PSDB / PSB / PPS / PTB / PSDC / PSC / PRP / PSL / PRB                                                    |
| PA | Zé Carlos (PV)                          | Professor Simão (PV)           | nenhuma |
| PA | Isaura Guerreiro (PV)                   | Professor Simão (PV)           | nenhuma |
| PB | Ricardo Coutinho (PSB)                  | Lucélio Cartaxo (PT)           | PV / PSB / PT / DEM / PHS / PDT / PRP / PSL / PRTB / PCdoB / PPL                                                               |
| PB | Lígia Feliciano (PDT)                   | Lucélio Cartaxo (PT)           | PV / PSB / PT / DEM / PHS / PDT / PRP / PSL / PRTB / PCdoB / PPL                                                               |
| PE | Paulo Câmara (PSB)                      | Fernando Coelho (PSB)          | PV / PMDB / PCdoB / PSB / PTC / PRP / PTN / PR / SD / PPS / PRTB / PSDB / PSD / PPL / DEM / PHS / PSDC / PROS / PP / PEN / PSL |
| PE | Raul Henry (PMDB)                       | Fernando Coelho (PSB)          | PV / PMDB / PCdoB / PSB / PTC / PRP / PTN / PR / SD / PPS / PRTB / PSDB / PSD / PPL / DEM / PHS / PSDC / PROS / PP / PEN / PSL |
| PI | Zé Filho (PMDB)                         | Wilson Martins (PSB)           | PV / PMDB / PSDB / PCdoB / PTdoB / PSB / PDT / PTN / PPS / DEM / PSDC / PSL / PMN / PRB / PTC / PSD / PEN                      |
| PI | Sílvio Mendes (PSDB)                    | Wilson Martins (PSB)           | PV / PMDB / PSDB / PCdoB / PTdoB / PSB / PDT / PTN / PPS / DEM / PSDC / PSL / PMN / PRB / PTC / PSD / PEN                      |
| PR | Roberto Requião (PMDB)                  | Marcelo Almeida (PMDB)         | PV / PMDB / PPL |
| PR | Rosane Ferreira (PV)                    | Marcelo Almeida (PMDB)         | PV / PMDB / PPL |
| RJ | Lindberg Farias (PT)                    | Romário (PSB)                  | PV / PT / PSB / PCdoB |
| RJ | Roberto Rocco (PV)                      | Romário (PSB)                  | PV / PT / PSB / PCdoB |
| RN | Henrique Alves (PMDB)                   | Vilma de Faria (PSB)           | PV / PMDB / PR / PSB / PROS / PDT / SD / PSC / PTB / PPS / PHS / PSDB / PSDC / PRB / PTN / PMN / PRP                           |
| RN | João Maia (PR)                          | Vilma de Faria (PSB)           | PV / PMDB / PR / PSB / PROS / PDT / SD / PSC / PTB / PPS / PHS / PSDB / PSDC / PRB / PTN / PMN / PRP                           |
| RO | Jaqueline Cassol (PR)                   | Ivone Cassol (PP)              | PV / PP / PR / PPS / PROS / PTC                                                                                                |
| RO | Carlos Magno (PP)                       | Ivone Cassol (PP)              | PV / PP / PR / PPS / PROS / PTC                                                                                                |
| RR | Ângela Portela (PT)                     | Telmário Mota (PDT)            | PV / PT / PDT / PCdoB / PTC |
| RR | Alexandre Henklain (PDT)                | Telmário Mota (PDT)            | PV / PT / PDT / PCdoB / PTC |
| RS | Vieira da Cunha (PDT)                   | Lasier Martins (PDT)           | PV / PDT / PSC / DEM / PEN |
| RS | Flávio José Gomes (PSC)                 | Lasier Martins (PDT)           | PV / PDT / PSC / DEM / PEN |
| SC | Raimundo Colombo (PSD)                  | Dário Elias Berger (PMDB)      | PV / PSD / PRB / PMDB / PR / PTB / PSC / PSDC / PROS / PCdoB / PDT / DEM                                                       |
| SC | Eduardo Pinho Moreira (PMDB)            | Dário Elias Berger (PMDB)      | PV / PSD / PRB / PMDB / PR / PTB / PSC / PSDC / PROS / PCdoB / PDT / DEM                                                       |
| SE | Eduardo Amorim (PSC)                    | Maria do Carmo (DEM)           | PV / DEM / PSL / PP / PTdoB / PSC / PTC / PSDB / PTB / SD / PPS / PHS / PMN / PR / PEN                                         |
| SE | Augusto Franco Neto (PSDB)              | Maria do Carmo (DEM)           | PV / DEM / PSL / PP / PTdoB / PSC / PTC / PSDB / PTB / SD / PPS / PHS / PMN / PR / PEN                                         |
| SP | Gilberto Natalini (PV)                  | Kaká Werá (PV)                 | nenhuma |
| SP | Maria Lúcia Haidar (PV)                 | Kaká Werá (PV)                 | nenhuma |
| TO | Marcelo Miranda (PMDB)                  | Kátia Abreu (PMDB)             | PV / PMDB / PT / PSD |
| TO | Marcelo Lélis (PV)                      | Kátia Abreu (PMDB)             | PV / PMDB / PT / PSD |

| Participação e desempenho do PV nas eleições estaduais de 2010 |                                         |                                |                                                                                                 |
| Candidatos majoritários eleitos (5 governadores e 12 senadores). Em negrito estão os candidatos filiados ao PV durante a eleição. \| UF \| Candidatos(as) a Governador(a) e a Vice \| Candidatos(as) a Senadores(as) \| Coligação majoritária (governo e senado) \| \| -- \| --------------------------------------- \| ------------------------------ \| ----------------------------------------------------------------------------------------------- \| \| AC \| Tião Viana (PT) \| Jorge Viana (PT) \| PV / PRB / PDT / PT / PTB / PTN / PR / PSDC / PHS / PTC / PSB / PP / PRP / PCdoB \| \| AC \| Cesar Messias (PP) \| Edvaldo Magalhães (PCdoB) \| PV / PRB / PDT / PT / PTB / PTN / PR / PSDC / PHS / PTC / PSB / PP / PRP / PCdoB \| \| AL \| Jeferson Piones (PRTB) \| Afonso Lacerda (PRTB) \| PV / PRTB / PTN \| \| AL \| Eusves Plex (PRTB) \| Paulo Nunes (PRTB) \| PV / PRTB / PTN \| \| AM \| Hissa Abrahão (PPS) \| Artur Virgílio Neto (PSDB) \| PV / PPS / PSDB \| \| AM \| Mário Mendes (PSDB) \| Artur Virgílio Neto (PSDB) \| PV / PPS / PSDB \| \| AP \| Jorge Amanajás (PSDB) \| Gilvam Borges (PMDB) \| PV / PTN / PSC / PPS / PMDB / PSDB \| \| AP \| Francisco Favacho (PMDB) \| Papaléo Paes (PSDB) \| PV / PTN / PSC / PPS / PMDB / PSDB \| \| BA \| Luiz Carlos Bassuma (PV) \| Edson Duarte (PV) \| nenhuma \| \| BA \| Lilia Amorim (PV) \| Edson Duarte (PV) \| nenhuma \| \| CE \| Marcelo Silva (PV) \| Polo (PV) \| nenhuma \| \| CE \| Aristides Braga Neto (PV) \| Polo (PV) \| nenhuma \| \| DF \| Eduardo Brandão (PV) \| Moacir Bueno (PV) \| nenhuma \| \| DF \| Luiz Maranhão (PV) \| Cadu Valadares (PV) \| nenhuma \| \| ES \| Renato Casagrande (PSB) \| Magno Malta (PR) \| PV / PDT / PSC / PMDB / PTdoB / PTN / PT / PSDC / PHS / PCdoB / PTC / PSB / PRB / PRP / PP / PR \| \| ES \| Givaldo Vieira (PT) \| Ricardo Ferraço (PMDB) \| PV / PDT / PSC / PMDB / PTdoB / PTN / PT / PSDC / PHS / PCdoB / PTC / PSB / PRB / PRP / PP / PR \| \| GO \| Vanderlan Cardoso (PR) \| Paulo Roberto Cunha (PP) \| PV / PP / PTN / PSC / PR / PSDC / PSB / PDT / PRP \| \| GO \| Ernesto Roller (PP) \| Renner (PP) \| PV / PP / PTN / PSC / PR / PSDC / PSB / PDT / PRP \| \| MA \| Roseana Sarney (PMDB) \| Edison Lobão (PMDB) \| PV / PP / PTdoB / PTB / PMDB / PSL / PTN / PSC / PRTB / DEM / PR / PMN / PRB / PRP / PT / PHS \| \| MA \| Washington Luiz de Oliveira (PT) \| João Alberto Souza (PMDB) \| PV / PP / PTdoB / PTB / PMDB / PSL / PTN / PSC / PRTB / DEM / PR / PMN / PRB / PRP / PT / PHS \| \| MG \| José Fernando Aparecido (PV) \| ninguém \| nenhuma \| \| MG \| Leonardo Mattos (PV) \| ninguém \| nenhuma \| \| MS \| Zeca do PT (PT) \| Delcídio Amaral (PT) \| PV / PDT / PT / PSL / PSC / PSDC / PP / PRP / PCdoB \| \| MS \| Tatiana Ujacow (PV) \| Dagoberto Nogueira (PDT) \| PV / PDT / PT / PSL / PSC / PSDC / PP / PRP / PCdoB \| \| MT \| Mauro Mendes (PSB) \| Pedro Taques (PDT) \| PV / PPS / PSB / PDT \| \| MT \| Otaviano Pivetta (PV) \| Naildo (PV) \| PV / PPS / PSB / PDT \| \| PA \| Ana Júlia Carepa (PT) \| Paulo Rocha (PT) \| PV / PP / PDT / PT / PTB / PTN / PSC / PR / PHS / PTC / PSB / PRB / PCdoB / PTdoB \| \| PA \| Anivaldo Vale (PR) \| Fernando Yamada (PTB) \| PV / PP / PDT / PT / PTB / PTN / PSC / PR / PHS / PTC / PSB / PRB / PCdoB / PTdoB \| \| PB \| Ricardo Coutinho (PSB) \| Cassio Cunha Lima (PSDB) \| PV / PTN / PPS / DEM / PTC / PSB / PDT / PRP / PSDB \| \| PB \| Rômulo Gouveia (PSDB) \| Efraim Moraes (DEM) \| PV / PTN / PPS / DEM / PTC / PSB / PDT / PRP / PSDB \| \| PE \| Sérgio Xavier (PV) \| Renê Patriota (PV) \| nenhuma \| \| PE \| Nely Queiroz (PV) \| Renê Patriota (PV) \| nenhuma \| \| PI \| Teresa Britto (PV) \| Antonio Florentino (PV) \| nenhuma \| \| PI \| José Solon (PV) \| Antonio Florentino (PV) \| nenhuma \| \| PR \| Paulo Salamuni (PV) \| Rubens Hering (PV) \| nenhuma \| \| PR \| Flávia Romagnoli (PV) \| Rubens Hering (PV) \| nenhuma \| \| RJ \| Fernando Gabeira (PV) \| Cesar Maia (DEM) \| PV / DEM / PPS / PSDB \| \| RJ \| Márcio Fortes (PSDB) \| Marcelo Cerqueira (PPS) \| PV / DEM / PPS / PSDB \| \| RN \| ninguém \| Garibaldi Alves Filho (PMDB) \| PV / PMDB / PR \| \| RO \| João Cahulla (PPS) \| Ivo Cassol (PP) \| PV / PTB / PSL / PTN / PPS / PSDC / PHS / PMN / PP / PRP \| \| RO \| Tiziu Jidalias (PP) \| Melkisedek Donadon (PHS) \| PV / PTB / PSL / PTN / PPS / PSDC / PHS / PMN / PP / PRP \| \| RR \| ninguém \| Telmário Mota (PDT) \| PV / PRB / PDT / PSL / PSDC / PRTB / PMN / PRP / PCdoB \| \| RR \| ninguém \| Aimberê Freitas (PV) \| PV / PRB / PDT / PSL / PSDC / PRTB / PMN / PRP / PCdoB \| \| RS \| Montserrat Martins (PV) \| Professor Marcos Monteiro (PV) \| nenhuma \| \| RS \| Doris Shlatter (PV) \| Professor Marcos Monteiro (PV) \| nenhuma \| \| SC \| Rogério Novaes (PV) \| Fabiano Piovezan (PV) \| nenhuma \| \| SC \| Guaraci Fagundes (PV) \| Fabiano Piovezan (PV) \| nenhuma \| \| SE \| João Alves Filho (DEM) \| Antonio Leite (PV) \| PV / PTN / PPS / DEM / PHS / PMN / PP / PSDB \| \| SE \| Nilson Lima (PPS) \| Antonio Leite (PV) \| PV / PTN / PPS / DEM / PHS / PMN / PP / PSDB \| \| SP \| Fabio Feldmann (PV) \| Ricardo Young (PV) \| nenhuma \| \| SP \| Rogerio Menezes (PV) \| Ricardo Young (PV) \| nenhuma \| \| TO \| Siqueira Campos (PSDB) \| João Ribeiro (PR) \| PV / PTB / PTN / PSC / PR / DEM / PRTB / PMN / PTC / PRB / PSDB / PTdoB \| \| TO \| João Oliveira (DEM) \| Vicentinho Alves (PR) \| PV / PTB / PTN / PSC / PR / DEM / PRTB / PMN / PTC / PRB / PSDB / PTdoB \| |                                         |                                |                                                                                                 |
| UF | Candidatos(as) a Governador(a) e a Vice | Candidatos(as) a Senadores(as) | Coligação majoritária (governo e senado)                                                        |
| AC | Tião Viana (PT)                         | Jorge Viana (PT)               | PV / PRB / PDT / PT / PTB / PTN / PR / PSDC / PHS / PTC / PSB / PP / PRP / PCdoB                |
| AC | Cesar Messias (PP)                      | Edvaldo Magalhães (PCdoB)      | PV / PRB / PDT / PT / PTB / PTN / PR / PSDC / PHS / PTC / PSB / PP / PRP / PCdoB                |
| AL | Jeferson Piones (PRTB)                  | Afonso Lacerda (PRTB)          | PV / PRTB / PTN                                                                                 |
| AL | Eusves Plex (PRTB)                      | Paulo Nunes (PRTB)             | PV / PRTB / PTN                                                                                 |
| AM | Hissa Abrahão (PPS)                     | Artur Virgílio Neto (PSDB)     | PV / PPS / PSDB                                                                                 |
| AM | Mário Mendes (PSDB)                     | Artur Virgílio Neto (PSDB)     | PV / PPS / PSDB                                                                                 |
| AP | Jorge Amanajás (PSDB)                   | Gilvam Borges (PMDB)           | PV / PTN / PSC / PPS / PMDB / PSDB                                                              |
| AP | Francisco Favacho (PMDB)                | Papaléo Paes (PSDB)            | PV / PTN / PSC / PPS / PMDB / PSDB                                                              |
| BA | Luiz Carlos Bassuma (PV)                | Edson Duarte (PV)              | nenhuma                                                                                         |
| BA | Lilia Amorim (PV)                       | Edson Duarte (PV)              | nenhuma                                                                                         |
| CE | Marcelo Silva (PV)                      | Polo (PV)                      | nenhuma                                                                                         |
| CE | Aristides Braga Neto (PV)               | Polo (PV)                      | nenhuma                                                                                         |
| DF | Eduardo Brandão (PV)                    | Moacir Bueno (PV)              | nenhuma                                                                                         |
| DF | Luiz Maranhão (PV)                      | Cadu Valadares (PV)            | nenhuma                                                                                         |
| ES | Renato Casagrande (PSB)                 | Magno Malta (PR)               | PV / PDT / PSC / PMDB / PTdoB / PTN / PT / PSDC / PHS / PCdoB / PTC / PSB / PRB / PRP / PP / PR |
| ES | Givaldo Vieira (PT)                     | Ricardo Ferraço (PMDB)         | PV / PDT / PSC / PMDB / PTdoB / PTN / PT / PSDC / PHS / PCdoB / PTC / PSB / PRB / PRP / PP / PR |
| GO | Vanderlan Cardoso (PR)                  | Paulo Roberto Cunha (PP)       | PV / PP / PTN / PSC / PR / PSDC / PSB / PDT / PRP                                               |
| GO | Ernesto Roller (PP)                     | Renner (PP)                    | PV / PP / PTN / PSC / PR / PSDC / PSB / PDT / PRP                                               |
| MA | Roseana Sarney (PMDB)                   | Edison Lobão (PMDB)            | PV / PP / PTdoB / PTB / PMDB / PSL / PTN / PSC / PRTB / DEM / PR / PMN / PRB / PRP / PT / PHS   |
| MA | Washington Luiz de Oliveira (PT)        | João Alberto Souza (PMDB)      | PV / PP / PTdoB / PTB / PMDB / PSL / PTN / PSC / PRTB / DEM / PR / PMN / PRB / PRP / PT / PHS   |
| MG | José Fernando Aparecido (PV)            | ninguém                        | nenhuma                                                                                         |
| MG | Leonardo Mattos (PV)                    | ninguém                        | nenhuma                                                                                         |
| MS | Zeca do PT (PT)                         | Delcídio Amaral (PT)           | PV / PDT / PT / PSL / PSC / PSDC / PP / PRP / PCdoB                                             |
| MS | Tatiana Ujacow (PV)                     | Dagoberto Nogueira (PDT)       | PV / PDT / PT / PSL / PSC / PSDC / PP / PRP / PCdoB                                             |
| MT | Mauro Mendes (PSB)                      | Pedro Taques (PDT)             | PV / PPS / PSB / PDT                                                                            |
| MT | Otaviano Pivetta (PV)                   | Naildo (PV)                    | PV / PPS / PSB / PDT                                                                            |
| PA | Ana Júlia Carepa (PT)                   | Paulo Rocha (PT)               | PV / PP / PDT / PT / PTB / PTN / PSC / PR / PHS / PTC / PSB / PRB / PCdoB / PTdoB               |
| PA | Anivaldo Vale (PR)                      | Fernando Yamada (PTB)          | PV / PP / PDT / PT / PTB / PTN / PSC / PR / PHS / PTC / PSB / PRB / PCdoB / PTdoB               |
| PB | Ricardo Coutinho (PSB)                  | Cassio Cunha Lima (PSDB)       | PV / PTN / PPS / DEM / PTC / PSB / PDT / PRP / PSDB                                             |
| PB | Rômulo Gouveia (PSDB)                   | Efraim Moraes (DEM)            | PV / PTN / PPS / DEM / PTC / PSB / PDT / PRP / PSDB                                             |
| PE | Sérgio Xavier (PV)                      | Renê Patriota (PV)             | nenhuma                                                                                         |
| PE | Nely Queiroz (PV)                       | Renê Patriota (PV)             | nenhuma                                                                                         |
| PI | Teresa Britto (PV)                      | Antonio Florentino (PV)        | nenhuma                                                                                         |
| PI | José Solon (PV)                         | Antonio Florentino (PV)        | nenhuma                                                                                         |
| PR | Paulo Salamuni (PV)                     | Rubens Hering (PV)             | nenhuma                                                                                         |
| PR | Flávia Romagnoli (PV)                   | Rubens Hering (PV)             | nenhuma                                                                                         |
| RJ | Fernando Gabeira (PV)                   | Cesar Maia (DEM)               | PV / DEM / PPS / PSDB                                                                           |
| RJ | Márcio Fortes (PSDB)                    | Marcelo Cerqueira (PPS)        | PV / DEM / PPS / PSDB                                                                           |
| RN | ninguém                                 | Garibaldi Alves Filho (PMDB)   | PV / PMDB / PR                                                                                  |
| RO | João Cahulla (PPS)                      | Ivo Cassol (PP)                | PV / PTB / PSL / PTN / PPS / PSDC / PHS / PMN / PP / PRP                                        |
| RO | Tiziu Jidalias (PP)                     | Melkisedek Donadon (PHS)       | PV / PTB / PSL / PTN / PPS / PSDC / PHS / PMN / PP / PRP                                        |
| RR | ninguém                                 | Telmário Mota (PDT)            | PV / PRB / PDT / PSL / PSDC / PRTB / PMN / PRP / PCdoB                                          |
| RR | ninguém                                 | Aimberê Freitas (PV)           | PV / PRB / PDT / PSL / PSDC / PRTB / PMN / PRP / PCdoB                                          |
| RS | Montserrat Martins (PV)                 | Professor Marcos Monteiro (PV) | nenhuma                                                                                         |
| RS | Doris Shlatter (PV)                     | Professor Marcos Monteiro (PV) | nenhuma                                                                                         |
| SC | Rogério Novaes (PV)                     | Fabiano Piovezan (PV)          | nenhuma                                                                                         |
| SC | Guaraci Fagundes (PV)                   | Fabiano Piovezan (PV)          | nenhuma                                                                                         |
| SE | João Alves Filho (DEM)                  | Antonio Leite (PV)             | PV / PTN / PPS / DEM / PHS / PMN / PP / PSDB                                                    |
| SE | Nilson Lima (PPS)                       | Antonio Leite (PV)             | PV / PTN / PPS / DEM / PHS / PMN / PP / PSDB                                                    |
| SP | Fabio Feldmann (PV)                     | Ricardo Young (PV)             | nenhuma                                                                                         |
| SP | Rogerio Menezes (PV)                    | Ricardo Young (PV)             | nenhuma                                                                                         |
| TO | Siqueira Campos (PSDB)                  | João Ribeiro (PR)              | PV / PTB / PTN / PSC / PR / DEM / PRTB / PMN / PTC / PRB / PSDB / PTdoB                         |
| TO | João Oliveira (DEM)                     | Vicentinho Alves (PR)          | PV / PTB / PTN / PSC / PR / DEM / PRTB / PMN / PTC / PRB / PSDB / PTdoB                         |

| Participação e desempenho do PV nas eleições estaduais de 2006 |                                         |                                |                                                                                            |
| Candidatos majoritários eleitos (6 governadores e 9 senadores). Em negrito estão os candidatos filiados ao PV durante a eleição. \| UF \| Candidatos(as) a Governador(a) e a Vice \| Candidatos(as) a Senadores(as) \| Coligação majoritária (governo e senado) \| \| -- \| --------------------------------------- \| ------------------------------ \| ------------------------------------------------------------------------------------------ \| \| AC \| ninguém \| ninguém \| nenhuma \| \| AL \| João Lyra (PTB) \| Nonô Netto (PFL) \| PV / PP / PTB / PFL / PMN \| \| AL \| Celso Luiz (PMN) \| Nonô Netto (PFL) \| PV / PP / PTB / PFL / PMN \| \| AM \| ninguém \| Francisco Tomaz (PV) \| nenhuma \| \| AP \| Waldez Góes (PDT) \| José Sarney (PMDB) \| PV / PMDB / PSC / PDT / PP / PRONA \| \| AP \| Pedro Paulo Dias (PP) \| José Sarney (PMDB) \| PV / PMDB / PSC / PDT / PP / PRONA \| \| BA \| Jaques Wagner (PT) \| ninguém \| PV / PT / PMDB / PMN / PSB / PPS / PCdoB / PTB / PRB \| \| BA \| Edmundo Pereira Santos (PT) \| ninguém \| PV / PT / PMDB / PMN / PSB / PPS / PCdoB / PTB / PRB \| \| CE \| Cid Gomes (PSB) \| Inácio Arruda (PCdoB) \| PV / PSB / PMDB / PCdoB / PT / PRB / PP / PHS / PMN \| \| CE \| Professor Pinheiro (PT) \| Inácio Arruda (PCdoB) \| PV / PSB / PMDB / PCdoB / PT / PRB / PP / PHS / PMN \| \| DF \| Arlete Sampaio (PT) \| Agnelo Queiroz (PCdoB) \| PV / PT / PCdoB / PSB / PRTB / PRB \| \| DF \| Gastão Ramos (PV) \| Agnelo Queiroz (PCdoB) \| PV / PT / PCdoB / PSB / PRTB / PRB \| \| ES \| ninguém \| Renato Casagrande (PSB) \| PV / PRB / PT / PSC / PL / PMN / PSB / PCdoB \| \| GO \| Alcides Rodrigues (PP) \| Marconi Perillo (PSDB) \| PV / PP / PRTB / PTN / PL / PPS / PTB / PAN / PMN / PHS / PRP / PSDB / PTdoB \| \| GO \| Ademir Menezes (PSDB) \| Marconi Perillo (PSDB) \| PV / PP / PRTB / PTN / PL / PPS / PTB / PAN / PMN / PHS / PRP / PSDB / PTdoB \| \| MA \| Roseana Sarney (PFL) \| Epitácio Cafeteira (PTB) \| PV / PSC / PRTB / PMDB / PTN / PP / PL / PFL / PTB / PHS / PRP \| \| MA \| João Alberto (PMDB) \| Epitácio Cafeteira (PTB) \| PV / PSC / PRTB / PMDB / PTN / PP / PL / PFL / PTB / PHS / PRP \| \| MG \| ninguém \| Ronaldo Vasconcellos (PV) \| nenhuma \| \| MS \| ninguém \| Carlos Menezes Leite (PV) \| nenhuma \| \| MT \| Blairo Maggi (PPS) \| Jaime Campos (PFL) \| PV / PP / PTB / PFL / PTN / PL / PPS / PMDB / PAN / PRTB / PMN / PTC / PSB \| \| MT \| Silval Barbosa (PMDB) \| Jaime Campos (PFL) \| PV / PP / PTB / PFL / PTN / PL / PPS / PMDB / PAN / PRTB / PMN / PTC / PSB \| \| PA \| Almir Gabriel (PSDB) \| Mário Couto (PSDB) \| PV / PP / PTB / PTC / PSC / PL / PFL / PAN / PRTB / PHS / PMN / PRP / PSDB / PRONA / PTdoB \| \| PA \| Valéria Pires Franco (PFL) \| Mário Couto (PSDB) \| PV / PP / PTB / PTC / PSC / PL / PFL / PAN / PRTB / PHS / PMN / PRP / PSDB / PRONA / PTdoB \| \| PB \| ninguém \| ninguém \| nenhuma \| \| PE \| ninguém \| ninguém \| nenhuma \| \| PI \| Firmino Filho (PSDB) \| Freitas Neto (PSDB) \| PV / PPS / PSDB / PTdoB \| \| PI \| Luiz Menezes (PPS) \| Freitas Neto (PSDB) \| PV / PPS / PSDB / PTdoB \| \| PR \| Melo Viana (PV) \| Paulo Salamuni (PV) \| nenhuma \| \| PR \| Edna Belini (PV) \| Paulo Salamuni (PV) \| nenhuma \| \| RJ \| Denise Frossard (PPS) \| Alfredo Sirkis (PV) \| PV / PPS / PFL \| \| RJ \| Eider Dantas (PFL) \| Alfredo Sirkis (PV) \| PV / PPS / PFL \| \| RN \| ninguém \| ninguém \| nenhuma \| \| RO \| Ivo Cassol (PPS) \| Expedito Júnior (PPS) \| PV / PTN / PPS / PFL / PAN / PRONA \| \| RO \| João Cahulla (PPS) \| Expedito Júnior (PPS) \| PV / PTN / PPS / PFL / PAN / PRONA \| \| RR \| Romero Jucá (PMDB) \| Teresa Surita (PPS) \| PV / PMDB / PPS / PSB / PMN / PRB / PT / PCdoB / PSC / PTC \| \| RR \| Lurdinha Pinheiro (PPS) \| Teresa Surita (PPS) \| PV / PMDB / PPS / PSB / PMN / PRB / PT / PCdoB / PSC / PTC \| \| RS \| Edison Pereira (PV) \| Nelson Vasconcelos (PV) \| nenhuma \| \| RS \| Roberto Winkler (PV) \| Nelson Vasconcelos (PV) \| nenhuma \| \| SC \| Esperidião Amin (PP) \| Gérson Antônio Basso (PV) \| PV / PP / PMN / PRONA \| \| SC \| Hugo Biehl (PP) \| Gérson Antônio Basso (PV) \| PV / PP / PMN / PRONA \| \| SE \| João Alves Filho (PFL) \| Maria do Carmo Alves (PFL) \| PV / PTN / PAN / PSDB / PPS / PFL / PP / PHS / PSC / PTdoB \| \| SE \| Fabiano Oliveira (PSDB) \| Maria do Carmo Alves (PFL) \| PV / PTN / PAN / PSDB / PPS / PFL / PP / PHS / PSC / PTdoB \| \| SP \| Cláudio de Mauro (PV) \| Domingos Fernandes (PV) \| nenhuma \| \| SP \| Aurélio Nomura (PV) \| Domingos Fernandes (PV) \| nenhuma \| \| TO \| Siqueira Campos (PSDB) \| Eduardo Siqueira Campos (PSDB) \| PV / PSDB / PTB / PSC / PL / PSB / PP / PTdoB \| \| TO \| Ronaldo Dimas (PSDB) \| Eduardo Siqueira Campos (PSDB) \| PV / PSDB / PTB / PSC / PL / PSB / PP / PTdoB \| |                                         |                                |                                                                                            |
| UF | Candidatos(as) a Governador(a) e a Vice | Candidatos(as) a Senadores(as) | Coligação majoritária (governo e senado)                                                   |
| AC | ninguém                                 | ninguém                        | nenhuma                                                                                    |
| AL | João Lyra (PTB)                         | Nonô Netto (PFL)               | PV / PP / PTB / PFL / PMN                                                                  |
| AL | Celso Luiz (PMN)                        | Nonô Netto (PFL)               | PV / PP / PTB / PFL / PMN                                                                  |
| AM | ninguém                                 | Francisco Tomaz (PV)           | nenhuma                                                                                    |
| AP | Waldez Góes (PDT)                       | José Sarney (PMDB)             | PV / PMDB / PSC / PDT / PP / PRONA                                                         |
| AP | Pedro Paulo Dias (PP)                   | José Sarney (PMDB)             | PV / PMDB / PSC / PDT / PP / PRONA                                                         |
| BA | Jaques Wagner (PT)                      | ninguém                        | PV / PT / PMDB / PMN / PSB / PPS / PCdoB / PTB / PRB                                       |
| BA | Edmundo Pereira Santos (PT)             | ninguém                        | PV / PT / PMDB / PMN / PSB / PPS / PCdoB / PTB / PRB                                       |
| CE | Cid Gomes (PSB)                         | Inácio Arruda (PCdoB)          | PV / PSB / PMDB / PCdoB / PT / PRB / PP / PHS / PMN                                        |
| CE | Professor Pinheiro (PT)                 | Inácio Arruda (PCdoB)          | PV / PSB / PMDB / PCdoB / PT / PRB / PP / PHS / PMN                                        |
| DF | Arlete Sampaio (PT)                     | Agnelo Queiroz (PCdoB)         | PV / PT / PCdoB / PSB / PRTB / PRB                                                         |
| DF | Gastão Ramos (PV)                       | Agnelo Queiroz (PCdoB)         | PV / PT / PCdoB / PSB / PRTB / PRB                                                         |
| ES | ninguém                                 | Renato Casagrande (PSB)        | PV / PRB / PT / PSC / PL / PMN / PSB / PCdoB                                               |
| GO | Alcides Rodrigues (PP)                  | Marconi Perillo (PSDB)         | PV / PP / PRTB / PTN / PL / PPS / PTB / PAN / PMN / PHS / PRP / PSDB / PTdoB               |
| GO | Ademir Menezes (PSDB)                   | Marconi Perillo (PSDB)         | PV / PP / PRTB / PTN / PL / PPS / PTB / PAN / PMN / PHS / PRP / PSDB / PTdoB               |
| MA | Roseana Sarney (PFL)                    | Epitácio Cafeteira (PTB)       | PV / PSC / PRTB / PMDB / PTN / PP / PL / PFL / PTB / PHS / PRP                             |
| MA | João Alberto (PMDB)                     | Epitácio Cafeteira (PTB)       | PV / PSC / PRTB / PMDB / PTN / PP / PL / PFL / PTB / PHS / PRP                             |
| MG | ninguém                                 | Ronaldo Vasconcellos (PV)      | nenhuma                                                                                    |
| MS | ninguém                                 | Carlos Menezes Leite (PV)      | nenhuma                                                                                    |
| MT | Blairo Maggi (PPS)                      | Jaime Campos (PFL)             | PV / PP / PTB / PFL / PTN / PL / PPS / PMDB / PAN / PRTB / PMN / PTC / PSB                 |
| MT | Silval Barbosa (PMDB)                   | Jaime Campos (PFL)             | PV / PP / PTB / PFL / PTN / PL / PPS / PMDB / PAN / PRTB / PMN / PTC / PSB                 |
| PA | Almir Gabriel (PSDB)                    | Mário Couto (PSDB)             | PV / PP / PTB / PTC / PSC / PL / PFL / PAN / PRTB / PHS / PMN / PRP / PSDB / PRONA / PTdoB |
| PA | Valéria Pires Franco (PFL)              | Mário Couto (PSDB)             | PV / PP / PTB / PTC / PSC / PL / PFL / PAN / PRTB / PHS / PMN / PRP / PSDB / PRONA / PTdoB |
| PB | ninguém                                 | ninguém                        | nenhuma                                                                                    |
| PE | ninguém                                 | ninguém                        | nenhuma                                                                                    |
| PI | Firmino Filho (PSDB)                    | Freitas Neto (PSDB)            | PV / PPS / PSDB / PTdoB                                                                    |
| PI | Luiz Menezes (PPS)                      | Freitas Neto (PSDB)            | PV / PPS / PSDB / PTdoB                                                                    |
| PR | Melo Viana (PV)                         | Paulo Salamuni (PV)            | nenhuma                                                                                    |
| PR | Edna Belini (PV)                        | Paulo Salamuni (PV)            | nenhuma                                                                                    |
| RJ | Denise Frossard (PPS)                   | Alfredo Sirkis (PV)            | PV / PPS / PFL                                                                             |
| RJ | Eider Dantas (PFL)                      | Alfredo Sirkis (PV)            | PV / PPS / PFL                                                                             |
| RN | ninguém                                 | ninguém                        | nenhuma                                                                                    |
| RO | Ivo Cassol (PPS)                        | Expedito Júnior (PPS)          | PV / PTN / PPS / PFL / PAN / PRONA                                                         |
| RO | João Cahulla (PPS)                      | Expedito Júnior (PPS)          | PV / PTN / PPS / PFL / PAN / PRONA                                                         |
| RR | Romero Jucá (PMDB)                      | Teresa Surita (PPS)            | PV / PMDB / PPS / PSB / PMN / PRB / PT / PCdoB / PSC / PTC                                 |
| RR | Lurdinha Pinheiro (PPS)                 | Teresa Surita (PPS)            | PV / PMDB / PPS / PSB / PMN / PRB / PT / PCdoB / PSC / PTC                                 |
| RS | Edison Pereira (PV)                     | Nelson Vasconcelos (PV)        | nenhuma                                                                                    |
| RS | Roberto Winkler (PV)                    | Nelson Vasconcelos (PV)        | nenhuma                                                                                    |
| SC | Esperidião Amin (PP)                    | Gérson Antônio Basso (PV)      | PV / PP / PMN / PRONA                                                                      |
| SC | Hugo Biehl (PP)                         | Gérson Antônio Basso (PV)      | PV / PP / PMN / PRONA                                                                      |
| SE | João Alves Filho (PFL)                  | Maria do Carmo Alves (PFL)     | PV / PTN / PAN / PSDB / PPS / PFL / PP / PHS / PSC / PTdoB                                 |
| SE | Fabiano Oliveira (PSDB)                 | Maria do Carmo Alves (PFL)     | PV / PTN / PAN / PSDB / PPS / PFL / PP / PHS / PSC / PTdoB                                 |
| SP | Cláudio de Mauro (PV)                   | Domingos Fernandes (PV)        | nenhuma                                                                                    |
| SP | Aurélio Nomura (PV)                     | Domingos Fernandes (PV)        | nenhuma                                                                                    |
| TO | Siqueira Campos (PSDB)                  | Eduardo Siqueira Campos (PSDB) | PV / PSDB / PTB / PSC / PL / PSB / PP / PTdoB                                              |
| TO | Ronaldo Dimas (PSDB)                    | Eduardo Siqueira Campos (PSDB) | PV / PSDB / PTB / PSC / PL / PSB / PP / PTdoB                                              |

| Participação e desempenho do PV nas eleições estaduais de 2002 |                                         |                                   |                                                                                 |
| Candidatos majoritários eleitos (9 governadores e 9 senadores). Em negrito estão os candidatos filiados ao PV durante a eleição. \| UF \| Candidatos(as) a Governador(a) e a Vice \| Candidatos(as) a Senadores(as) \| Coligação majoritária (governo e senado) \| \| -- \| --------------------------------------- \| --------------------------------- \| ------------------------------------------------------------------------------- \| \| AC \| Jorge Viana (PT) \| Marina Silva (PT) \| PV / PT / PL / PTdoB / PMN / PCdoB / PSDC \| \| AC \| Binho Marques (PT) \| Marina Silva (PT) \| PV / PT / PL / PTdoB / PMN / PCdoB / PSDC \| \| AL \| Ronaldo Lessa (PSB) \| ninguém \| PV / PSB / PST / PAN / PHS / PSC / PTC / PSDC / PRONA / PRP / PGT / PTdoB / PSL \| \| AL \| Luís Abílio (PSB) \| ninguém \| PV / PSB / PST / PAN / PHS / PSC / PTC / PSDC / PRONA / PRP / PGT / PTdoB / PSL \| \| AM \| Serafim Corrêa (PSB) \| Plínio Valério (PV) \| PV / PSB / PTC / PPB \| \| AM \| Luís Fernando Nicolau (PPB) \| Plínio Valério (PV) \| PV / PSB / PTC / PPB \| \| AP \| Dalva Figueiredo (PT) \| Plínio Valério (PT) \| PV / PT / PHS / PMN / PCdoB / PCB / PSC / PL / PST / PRONA \| \| AP \| Ivanci Magno de Oliveira (PT) \| Plínio Valério (PT) \| PV / PT / PHS / PMN / PCdoB / PCB / PSC / PL / PST / PRONA \| \| BA \| Jaques Wagner (PT) \| Waldir Pires (PT) \| PV / PT / PCdoB / PMN \| \| BA \| Nilza Lima (PT) \| Haroldo Lima (PCdoB) \| PV / PT / PCdoB / PMN \| \| CE \| Lúcio Alcântara (PSDB) \| Tasso Jereissati (PSDB) \| PV / PSDB / PPB / PSD \| \| CE \| Maia Júnior (PSDB) \| Tasso Jereissati (PSDB) \| PV / PSDB / PPB / PSD \| \| DF \| Rodrigo Rollemberg (PSB) \| João Arnolfo (PV) \| PV / PHS / PSB \| \| DF \| Tenente-Coronel Mendes (PSB) \| João Arnolfo (PV) \| PV / PHS / PSB \| \| ES \| Paulo Hartung (PSB) \| Odmar Péricles Nascimento (PSB) \| PV / PSB / PSD / PSC / PHS / PTdoB / PAN / PSL / PRONA \| \| ES \| Wellington (Lelo) Coimbra (PSB) \| Ricardo Rossetti Conde (PV) \| PV / PSB / PSD / PSC / PHS / PTdoB / PAN / PSL / PRONA \| \| GO \| Marina Sant'Anna (PT) \| Clélia Brandão Craveiro (PT) \| PV / PT / PTN / PCB / PMN / PCdoB / PTdoB \| \| GO \| Arquicelso Leão Leite (PT) \| Martiniano Cavalcante (PV) \| PV / PT / PTN / PCB / PMN / PCdoB / PTdoB \| \| MA \| José Reinaldo Tavares (PFL) \| Roseana Sarney (PFL) \| PV / PFL / PL / PST / PSDC / PSC / PMDB / PSD \| \| MA \| Jura Filho (PMDB) \| Edison Lobão (PFL) \| PV / PFL / PL / PST / PSDC / PSC / PMDB / PSD \| \| MG \| Aécio Neves (PSDB) \| Zezé Perrella (PFL) \| PV / PPB / PSL / PTN / PFL / PAN / PRTB / PHS / PSDB \| \| MG \| Clésio Andrade (PFL) \| Eduardo Azeredo (PSDB) \| PV / PPB / PSL / PTN / PFL / PAN / PRTB / PHS / PSDB \| \| MS \| ninguém \| Carlos Antônio Menezes (PV) \| PV / PMN \| \| MT \| Blairo Maggi (PPS) \| Jonas Pinheiro (PFL) \| PV / PPB / PTN / PSC / PPS / PFL / PAN / PRP / PRTB / PSD / PSDC / PTdoB \| \| MT \| Iraci Araújo Moreira (PPS) \| Jonas Pinheiro (PFL) \| PV / PPB / PTN / PSC / PPS / PFL / PAN / PRP / PRTB / PSD / PSDC / PTdoB \| \| PA \| Simão Jatene (PSDB) \| Gerson Peres (PPB) \| PV / PSDB / PRP / PPB / PTdoB / PSD / PST / PFL / PRTB / PRONA / PSDC \| \| PA \| Valéria Pires Franco (PFL) \| Duciomar Costa (PSD) \| PV / PSDB / PRP / PPB / PTdoB / PSD / PST / PFL / PRTB / PRONA / PSDC \| \| PB \| Cássio Cunha Lima (PSDB) \| Efraim Morais (PFL) \| PV / PSDB / PFL / PST / PSD / PRTB \| \| PB \| Lauremília Lucena (PSDB) \| Wilson Braga (PFL) \| PV / PSDB / PFL / PST / PSD / PRTB \| \| PE \| ninguém \| ninguém \| nenhuma \| \| PI \| Judson Barros (PV) \| Jefferson Leite (PGT) \| PV / PSD / PSC / PTC / PGT \| \| PI \| Celso Henrique Lima (PV) \| Robespierre Bastos (PV) \| PV / PSD / PSC / PTC / PGT \| \| PR \| Rubens Bueno (PPS) \| Eda Maria Slomp (PV) \| PV / PPS \| \| PR \| Sigrid de Mendonça (PV) \| Eda Maria Slomp (PV) \| PV / PPS \| \| RJ \| Aspásia Camargo (PV) \| Willy de Oliveira (PV) \| nenhuma \| \| RJ \| José Augusto da Silveira (PV) \| Willy de Oliveira (PV) \| nenhuma \| \| RN \| Fernando Bezerra (PTB) \| Augusto Carlos de Viveiros (PFL) \| PV / PTB / PPS / PDT / PFL / PAN / PSL \| \| RN \| Carlos Augusto Rosado (PFL) \| José Agripino Maia (PFL) \| PV / PTB / PPS / PDT / PFL / PAN / PSL \| \| RO \| ninguém \| ninguém \| nenhuma \| \| RR \| ninguém \| ninguém \| nenhuma \| \| RS \| José Vilhena (PV) \| Roner Anderson Gonçalves (PV) \| nenhuma \| \| RS \| Gerson Rolim (PV) \| Paulo Renato Schmitt Cardoso (PV) \| nenhuma \| \| SC \| Sérgio Grando (PPS) \| Elisiani Sanches (PPS) \| PV / PPS / PSDC \| \| SC \| João de Deus Medeiros (PV) \| Gérson Antônio Basso (PV) \| PV / PPS / PSDC \| \| SE \| Francisco Rollemberg (PTN) \| ninguém \| PV / PMDB / PTN / PSDB \| \| SE \| Miriam Ribeiro (PSDB) \| ninguém \| PV / PMDB / PTN / PSDB \| \| SP \| Pinheiro Pedro (PV) \| José Penna (PV) \| nenhuma \| \| SP \| Claudio Turtelli (PV) \| José Penna (PV) \| nenhuma \| \| TO \| ninguém \| ninguém \| nenhuma \| |                                         |                                   |                                                                                 |
| UF | Candidatos(as) a Governador(a) e a Vice | Candidatos(as) a Senadores(as)    | Coligação majoritária (governo e senado)                                        |
| AC | Jorge Viana (PT)                        | Marina Silva (PT)                 | PV / PT / PL / PTdoB / PMN / PCdoB / PSDC                                       |
| AC | Binho Marques (PT)                      | Marina Silva (PT)                 | PV / PT / PL / PTdoB / PMN / PCdoB / PSDC                                       |
| AL | Ronaldo Lessa (PSB)                     | ninguém                           | PV / PSB / PST / PAN / PHS / PSC / PTC / PSDC / PRONA / PRP / PGT / PTdoB / PSL |
| AL | Luís Abílio (PSB)                       | ninguém                           | PV / PSB / PST / PAN / PHS / PSC / PTC / PSDC / PRONA / PRP / PGT / PTdoB / PSL |
| AM | Serafim Corrêa (PSB)                    | Plínio Valério (PV)               | PV / PSB / PTC / PPB                                                            |
| AM | Luís Fernando Nicolau (PPB)             | Plínio Valério (PV)               | PV / PSB / PTC / PPB                                                            |
| AP | Dalva Figueiredo (PT)                   | Plínio Valério (PT)               | PV / PT / PHS / PMN / PCdoB / PCB / PSC / PL / PST / PRONA                      |
| AP | Ivanci Magno de Oliveira (PT)           | Plínio Valério (PT)               | PV / PT / PHS / PMN / PCdoB / PCB / PSC / PL / PST / PRONA                      |
| BA | Jaques Wagner (PT)                      | Waldir Pires (PT)                 | PV / PT / PCdoB / PMN                                                           |
| BA | Nilza Lima (PT)                         | Haroldo Lima (PCdoB)              | PV / PT / PCdoB / PMN                                                           |
| CE | Lúcio Alcântara (PSDB)                  | Tasso Jereissati (PSDB)           | PV / PSDB / PPB / PSD                                                           |
| CE | Maia Júnior (PSDB)                      | Tasso Jereissati (PSDB)           | PV / PSDB / PPB / PSD                                                           |
| DF | Rodrigo Rollemberg (PSB)                | João Arnolfo (PV)                 | PV / PHS / PSB                                                                  |
| DF | Tenente-Coronel Mendes (PSB)            | João Arnolfo (PV)                 | PV / PHS / PSB                                                                  |
| ES | Paulo Hartung (PSB)                     | Odmar Péricles Nascimento (PSB)   | PV / PSB / PSD / PSC / PHS / PTdoB / PAN / PSL / PRONA                          |
| ES | Wellington (Lelo) Coimbra (PSB)         | Ricardo Rossetti Conde (PV)       | PV / PSB / PSD / PSC / PHS / PTdoB / PAN / PSL / PRONA                          |
| GO | Marina Sant'Anna (PT)                   | Clélia Brandão Craveiro (PT)      | PV / PT / PTN / PCB / PMN / PCdoB / PTdoB                                       |
| GO | Arquicelso Leão Leite (PT)              | Martiniano Cavalcante (PV)        | PV / PT / PTN / PCB / PMN / PCdoB / PTdoB                                       |
| MA | José Reinaldo Tavares (PFL)             | Roseana Sarney (PFL)              | PV / PFL / PL / PST / PSDC / PSC / PMDB / PSD                                   |
| MA | Jura Filho (PMDB)                       | Edison Lobão (PFL)                | PV / PFL / PL / PST / PSDC / PSC / PMDB / PSD                                   |
| MG | Aécio Neves (PSDB)                      | Zezé Perrella (PFL)               | PV / PPB / PSL / PTN / PFL / PAN / PRTB / PHS / PSDB                            |
| MG | Clésio Andrade (PFL)                    | Eduardo Azeredo (PSDB)            | PV / PPB / PSL / PTN / PFL / PAN / PRTB / PHS / PSDB                            |
| MS | ninguém                                 | Carlos Antônio Menezes (PV)       | PV / PMN                                                                        |
| MT | Blairo Maggi (PPS)                      | Jonas Pinheiro (PFL)              | PV / PPB / PTN / PSC / PPS / PFL / PAN / PRP / PRTB / PSD / PSDC / PTdoB        |
| MT | Iraci Araújo Moreira (PPS)              | Jonas Pinheiro (PFL)              | PV / PPB / PTN / PSC / PPS / PFL / PAN / PRP / PRTB / PSD / PSDC / PTdoB        |
| PA | Simão Jatene (PSDB)                     | Gerson Peres (PPB)                | PV / PSDB / PRP / PPB / PTdoB / PSD / PST / PFL / PRTB / PRONA / PSDC           |
| PA | Valéria Pires Franco (PFL)              | Duciomar Costa (PSD)              | PV / PSDB / PRP / PPB / PTdoB / PSD / PST / PFL / PRTB / PRONA / PSDC           |
| PB | Cássio Cunha Lima (PSDB)                | Efraim Morais (PFL)               | PV / PSDB / PFL / PST / PSD / PRTB                                              |
| PB | Lauremília Lucena (PSDB)                | Wilson Braga (PFL)                | PV / PSDB / PFL / PST / PSD / PRTB                                              |
| PE | ninguém                                 | ninguém                           | nenhuma                                                                         |
| PI | Judson Barros (PV)                      | Jefferson Leite (PGT)             | PV / PSD / PSC / PTC / PGT                                                      |
| PI | Celso Henrique Lima (PV)                | Robespierre Bastos (PV)           | PV / PSD / PSC / PTC / PGT                                                      |
| PR | Rubens Bueno (PPS)                      | Eda Maria Slomp (PV)              | PV / PPS                                                                        |
| PR | Sigrid de Mendonça (PV)                 | Eda Maria Slomp (PV)              | PV / PPS                                                                        |
| RJ | Aspásia Camargo (PV)                    | Willy de Oliveira (PV)            | nenhuma                                                                         |
| RJ | José Augusto da Silveira (PV)           | Willy de Oliveira (PV)            | nenhuma                                                                         |
| RN | Fernando Bezerra (PTB)                  | Augusto Carlos de Viveiros (PFL)  | PV / PTB / PPS / PDT / PFL / PAN / PSL                                          |
| RN | Carlos Augusto Rosado (PFL)             | José Agripino Maia (PFL)          | PV / PTB / PPS / PDT / PFL / PAN / PSL                                          |
| RO | ninguém                                 | ninguém                           | nenhuma                                                                         |
| RR | ninguém                                 | ninguém                           | nenhuma                                                                         |
| RS | José Vilhena (PV)                       | Roner Anderson Gonçalves (PV)     | nenhuma                                                                         |
| RS | Gerson Rolim (PV)                       | Paulo Renato Schmitt Cardoso (PV) | nenhuma                                                                         |
| SC | Sérgio Grando (PPS)                     | Elisiani Sanches (PPS)            | PV / PPS / PSDC                                                                 |
| SC | João de Deus Medeiros (PV)              | Gérson Antônio Basso (PV)         | PV / PPS / PSDC                                                                 |
| SE | Francisco Rollemberg (PTN)              | ninguém                           | PV / PMDB / PTN / PSDB                                                          |
| SE | Miriam Ribeiro (PSDB)                   | ninguém                           | PV / PMDB / PTN / PSDB                                                          |
| SP | Pinheiro Pedro (PV)                     | José Penna (PV)                   | nenhuma                                                                         |
| SP | Claudio Turtelli (PV)                   | José Penna (PV)                   | nenhuma                                                                         |
| TO | ninguém                                 | ninguém                           | nenhuma                                                                         |

| Participação e desempenho do PV nas eleições estaduais de 1998 |                                         |                                |                                                                                                  |
| Candidatos majoritários eleitos (10 governadores e 6 senadores). Em negrito estão os candidatos filiados ao PV durante a eleição. \| UF \| Candidatos(as) a Governador(a) e a Vice \| Candidatos(as) a Senadores(as) \| Coligação majoritária (governo e senado) \| \| -- \| --------------------------------------- \| ------------------------------ \| ------------------------------------------------------------------------------------------------ \| \| AC \| Jorge Viana (PT) \| Tião Viana (PT) \| PV / PDT / PT / PSL / PPS / PSB / PSDB / PTdoB / PL / PCdoB / PMN / PTB \| \| AC \| Edson Simões Cadaxo (PSDB) \| Tião Viana (PT) \| PV / PDT / PT / PSL / PPS / PSB / PSDB / PTdoB / PL / PCdoB / PMN / PTB \| \| AL \| Ronaldo Lessa (PSB) \| Heloísa Helena (PT) \| PV / PDT / PTdoB / PCdoB / PRONA / PRP / PTN / PPS / PSN / PSB / PMN / PST / PT \| \| AL \| Geraldo Costa Sampaio (PDT) \| Heloísa Helena (PT) \| PV / PDT / PTdoB / PCdoB / PRONA / PRP / PTN / PPS / PSN / PSB / PMN / PST / PT \| \| AM \| ninguém \| Evandro Carreira (PV) \| nenhuma \| \| AP \| João Capiberibe (PSB) \| Idegardo Alencar (PPS) \| PV / PT / PSB / PAN / PPS / PCdoB / PRP \| \| AP \| Maria Dalva Figueiredo (PT) \| Idegardo Alencar (PPS) \| PV / PT / PSB / PAN / PPS / PCdoB / PRP \| \| BA \| João Durval Carneiro (PDT) \| Arnaldo Nogueira Leite (PSDB) \| PV / PDT / PRTB / PPS / PSN / PSB / PRP / PSDB / PMN \| \| BA \| Celso Loula Dourado (PSB) \| Arnaldo Nogueira Leite (PSDB) \| PV / PDT / PRTB / PPS / PSN / PSB / PRP / PSDB / PMN \| \| CE \| José Aírton Cirilo (PT) \| ninguém \| PV / PDT / PT / PSB / PCdoB / PCB \| \| CE \| Heitor Férrer (PDT) \| ninguém \| PV / PDT / PT / PSB / PCdoB / PCB \| \| DF \| Cristóvam Buarque (PT) \| Arlete Sampaio (PT) \| PV / PDT / PSB / PCdoB / PMN / PT / PCB / PSN \| \| DF \| Luiz Carlos Sigmaringa Seixas (PT) \| Arlete Sampaio (PT) \| PV / PDT / PSB / PCdoB / PMN / PT / PCB / PSN \| \| ES \| José Ignácio Ferreira (PSDB) \| ninguém \| PV / PPB / PSDC / PSDB / PL / PFL \| \| ES \| Celso Vasconcelos (PSDB) \| ninguém \| PV / PPB / PSDC / PSDB / PL / PFL \| \| GO \| Everaldo Antonio Pastore (PV) \| John Mivaldo (PV) \| nenhuma \| \| GO \| João Gomes Neto (PV) \| John Mivaldo (PV) \| nenhuma \| \| MA \| Marcos Igreja (PV) \| Washington Rio Branco (PV) \| nenhuma \| \| MA \| Gonçalo Paz dos Santos (PV) \| Washington Rio Branco (PV) \| nenhuma \| \| MG \| Patrus Ananias (PT) \| Júnia Marise Coutinho (PDT) \| PV / PDT / PCdoB / PT / PCB / PSB \| \| MG \| Margarida Matos Vieira (PSB) \| Júnia Marise Coutinho (PDT) \| PV / PDT / PCdoB / PT / PCB / PSB \| \| MS \| ninguém \| ninguém \| nenhuma \| \| MT \| Dante de Oliveira (PSDB) \| Antero Paes de Barros (PSDB) \| PV / PMN / PSB / PSDB \| \| MT \| José Rogério Salles (PSDB) \| Antero Paes de Barros (PSDB) \| PV / PMN / PSB / PSDB \| \| PA \| Almir Gabriel (PSDB) \| Luiz Otávio Campos (PPB) \| PV / PPB / PPS / PSC / PTB / PSD / PL / PSDB / PTdoB / PMN \| \| PA \| Hildegardo Nunes (PTB) \| Luiz Otávio Campos (PPB) \| PV / PPB / PPS / PSC / PTB / PSD / PL / PSDB / PTdoB / PMN \| \| PB \| Gilvan Freire (PSB) \| Cozete Barbosa (PT) \| PV / PT / PCdoB / PSB \| \| PB \| Hamurabi Duarte de Carvalho (PT) \| Cozete Barbosa (PT) \| PV / PT / PCdoB / PSB \| \| PE \| Jarbas Vasconcelos (PMDB) \| José Jorge (PFL) \| PV / PPB / PMDB / PST / PTN / PFL / PSDC / PL \| \| PE \| José Mendonça Bezerra Filho (PFL) \| José Jorge (PFL) \| PV / PPB / PMDB / PST / PTN / PFL / PSDC / PL \| \| PI \| Hugo Napoleão do Rego Neto (PFL) \| ninguém \| PV / PPB / PFL / PAN / PSL / PTdoB / PRP \| \| PI \| Felipe Mendes de Oliveira (PPB) \| ninguém \| PV / PPB / PFL / PAN / PSL / PTdoB / PRP \| \| PR \| Roberto Requião (PMDB) \| Nedson Luiz Micheleti (PT) \| PV / PDT / PCdoB / PCB / PAN / PRTB / PMN / PSN / PMDB / PT \| \| PR \| Nelton Miguel Friedrich (PDT) \| Nedson Luiz Micheleti (PT) \| PV / PDT / PCdoB / PCB / PAN / PRTB / PMN / PSN / PMDB / PT \| \| RJ \| Dalva Lazaroni (PV) \| Vinícius Cordeiro (PTdoB) \| nenhuma \| \| RJ \| Alan Carlos Rocha (PV) \| Vinícius Cordeiro (PTdoB) \| nenhuma \| \| RN \| Agripino Maia (PFL) \| Carlos Alberto de Sousa (PSDB) \| PV / PTB / PSL / PSB / PSDB / PFL / PL / PST / PRP \| \| RN \| Gileno Guanabara (PSB) \| Carlos Alberto de Sousa (PSDB) \| PV / PTB / PSL / PSB / PSDB / PFL / PL / PST / PRP \| \| RO \| José Neumar da Silveira (PT) \| Paulino Ribeiro Rocha (PT) \| PV / PT / PCdoB \| \| RO \| Paulo Ricardo Xisto da Cunha (PV) \| Paulino Ribeiro Rocha (PT) \| PV / PT / PCdoB \| \| RR \| ninguém \| ninguém \| nenhuma \| \| RS \| Nelson Vasconcelos (PV) \| Raul Olmiro da Silva (PV) \| PV / PAN \| \| RS \| João de Rezende Cidade (PAN) \| Raul Olmiro da Silva (PV) \| PV / PAN \| \| SC \| Rogério Silva Portanova (PV) \| Luiz Carlos Baretta (PV) \| nenhuma \| \| SC \| Stênio Ubirajara Calsado Vieira (PV) \| Luiz Carlos Baretta (PV) \| nenhuma \| \| SE \| Albano Franco (PSDB) \| Jackson Barreto (PMDB) \| PV / PPB / PL / PSC / PMDB / PPS / PSDB / PMN \| \| SE \| Benedito de Figueiredo (PMDB) \| Jackson Barreto (PMDB) \| PV / PPB / PL / PSC / PMDB / PPS / PSDB / PMN \| \| SP \| ninguém \| Domingos Fernandes (PV) \| nenhuma \| \| TO \| Siqueira Campos (PFL) \| Eduardo Siqueira Campos (PFL) \| PV / PDT / PTdoB / PRP / PSB / PGT / PRTB / PSDC / PSDB / PSC / PTN / PL / PFL / PPB / PST / PTB \| \| TO \| João Lisboa da Cruz (PFL) \| Eduardo Siqueira Campos (PFL) \| PV / PDT / PTdoB / PRP / PSB / PGT / PRTB / PSDC / PSDB / PSC / PTN / PL / PFL / PPB / PST / PTB \| |                                         |                                |                                                                                                  |
| UF | Candidatos(as) a Governador(a) e a Vice | Candidatos(as) a Senadores(as) | Coligação majoritária (governo e senado)                                                         |
| AC | Jorge Viana (PT)                        | Tião Viana (PT)                | PV / PDT / PT / PSL / PPS / PSB / PSDB / PTdoB / PL / PCdoB / PMN / PTB                          |
| AC | Edson Simões Cadaxo (PSDB)              | Tião Viana (PT)                | PV / PDT / PT / PSL / PPS / PSB / PSDB / PTdoB / PL / PCdoB / PMN / PTB                          |
| AL | Ronaldo Lessa (PSB)                     | Heloísa Helena (PT)            | PV / PDT / PTdoB / PCdoB / PRONA / PRP / PTN / PPS / PSN / PSB / PMN / PST / PT                  |
| AL | Geraldo Costa Sampaio (PDT)             | Heloísa Helena (PT)            | PV / PDT / PTdoB / PCdoB / PRONA / PRP / PTN / PPS / PSN / PSB / PMN / PST / PT                  |
| AM | ninguém                                 | Evandro Carreira (PV)          | nenhuma                                                                                          |
| AP | João Capiberibe (PSB)                   | Idegardo Alencar (PPS)         | PV / PT / PSB / PAN / PPS / PCdoB / PRP                                                          |
| AP | Maria Dalva Figueiredo (PT)             | Idegardo Alencar (PPS)         | PV / PT / PSB / PAN / PPS / PCdoB / PRP                                                          |
| BA | João Durval Carneiro (PDT)              | Arnaldo Nogueira Leite (PSDB)  | PV / PDT / PRTB / PPS / PSN / PSB / PRP / PSDB / PMN                                             |
| BA | Celso Loula Dourado (PSB)               | Arnaldo Nogueira Leite (PSDB)  | PV / PDT / PRTB / PPS / PSN / PSB / PRP / PSDB / PMN                                             |
| CE | José Aírton Cirilo (PT)                 | ninguém                        | PV / PDT / PT / PSB / PCdoB / PCB                                                                |
| CE | Heitor Férrer (PDT)                     | ninguém                        | PV / PDT / PT / PSB / PCdoB / PCB                                                                |
| DF | Cristóvam Buarque (PT)                  | Arlete Sampaio (PT)            | PV / PDT / PSB / PCdoB / PMN / PT / PCB / PSN                                                    |
| DF | Luiz Carlos Sigmaringa Seixas (PT)      | Arlete Sampaio (PT)            | PV / PDT / PSB / PCdoB / PMN / PT / PCB / PSN                                                    |
| ES | José Ignácio Ferreira (PSDB)            | ninguém                        | PV / PPB / PSDC / PSDB / PL / PFL                                                                |
| ES | Celso Vasconcelos (PSDB)                | ninguém                        | PV / PPB / PSDC / PSDB / PL / PFL                                                                |
| GO | Everaldo Antonio Pastore (PV)           | John Mivaldo (PV)              | nenhuma                                                                                          |
| GO | João Gomes Neto (PV)                    | John Mivaldo (PV)              | nenhuma                                                                                          |
| MA | Marcos Igreja (PV)                      | Washington Rio Branco (PV)     | nenhuma                                                                                          |
| MA | Gonçalo Paz dos Santos (PV)             | Washington Rio Branco (PV)     | nenhuma                                                                                          |
| MG | Patrus Ananias (PT)                     | Júnia Marise Coutinho (PDT)    | PV / PDT / PCdoB / PT / PCB / PSB                                                                |
| MG | Margarida Matos Vieira (PSB)            | Júnia Marise Coutinho (PDT)    | PV / PDT / PCdoB / PT / PCB / PSB                                                                |
| MS | ninguém                                 | ninguém                        | nenhuma                                                                                          |
| MT | Dante de Oliveira (PSDB)                | Antero Paes de Barros (PSDB)   | PV / PMN / PSB / PSDB                                                                            |
| MT | José Rogério Salles (PSDB)              | Antero Paes de Barros (PSDB)   | PV / PMN / PSB / PSDB                                                                            |
| PA | Almir Gabriel (PSDB)                    | Luiz Otávio Campos (PPB)       | PV / PPB / PPS / PSC / PTB / PSD / PL / PSDB / PTdoB / PMN                                       |
| PA | Hildegardo Nunes (PTB)                  | Luiz Otávio Campos (PPB)       | PV / PPB / PPS / PSC / PTB / PSD / PL / PSDB / PTdoB / PMN                                       |
| PB | Gilvan Freire (PSB)                     | Cozete Barbosa (PT)            | PV / PT / PCdoB / PSB                                                                            |
| PB | Hamurabi Duarte de Carvalho (PT)        | Cozete Barbosa (PT)            | PV / PT / PCdoB / PSB                                                                            |
| PE | Jarbas Vasconcelos (PMDB)               | José Jorge (PFL)               | PV / PPB / PMDB / PST / PTN / PFL / PSDC / PL                                                    |
| PE | José Mendonça Bezerra Filho (PFL)       | José Jorge (PFL)               | PV / PPB / PMDB / PST / PTN / PFL / PSDC / PL                                                    |
| PI | Hugo Napoleão do Rego Neto (PFL)        | ninguém                        | PV / PPB / PFL / PAN / PSL / PTdoB / PRP                                                         |
| PI | Felipe Mendes de Oliveira (PPB)         | ninguém                        | PV / PPB / PFL / PAN / PSL / PTdoB / PRP                                                         |
| PR | Roberto Requião (PMDB)                  | Nedson Luiz Micheleti (PT)     | PV / PDT / PCdoB / PCB / PAN / PRTB / PMN / PSN / PMDB / PT                                      |
| PR | Nelton Miguel Friedrich (PDT)           | Nedson Luiz Micheleti (PT)     | PV / PDT / PCdoB / PCB / PAN / PRTB / PMN / PSN / PMDB / PT                                      |
| RJ | Dalva Lazaroni (PV)                     | Vinícius Cordeiro (PTdoB)      | nenhuma                                                                                          |
| RJ | Alan Carlos Rocha (PV)                  | Vinícius Cordeiro (PTdoB)      | nenhuma                                                                                          |
| RN | Agripino Maia (PFL)                     | Carlos Alberto de Sousa (PSDB) | PV / PTB / PSL / PSB / PSDB / PFL / PL / PST / PRP                                               |
| RN | Gileno Guanabara (PSB)                  | Carlos Alberto de Sousa (PSDB) | PV / PTB / PSL / PSB / PSDB / PFL / PL / PST / PRP                                               |
| RO | José Neumar da Silveira (PT)            | Paulino Ribeiro Rocha (PT)     | PV / PT / PCdoB                                                                                  |
| RO | Paulo Ricardo Xisto da Cunha (PV)       | Paulino Ribeiro Rocha (PT)     | PV / PT / PCdoB                                                                                  |
| RR | ninguém                                 | ninguém                        | nenhuma                                                                                          |
| RS | Nelson Vasconcelos (PV)                 | Raul Olmiro da Silva (PV)      | PV / PAN                                                                                         |
| RS | João de Rezende Cidade (PAN)            | Raul Olmiro da Silva (PV)      | PV / PAN                                                                                         |
| SC | Rogério Silva Portanova (PV)            | Luiz Carlos Baretta (PV)       | nenhuma                                                                                          |
| SC | Stênio Ubirajara Calsado Vieira (PV)    | Luiz Carlos Baretta (PV)       | nenhuma                                                                                          |
| SE | Albano Franco (PSDB)                    | Jackson Barreto (PMDB)         | PV / PPB / PL / PSC / PMDB / PPS / PSDB / PMN                                                    |
| SE | Benedito de Figueiredo (PMDB)           | Jackson Barreto (PMDB)         | PV / PPB / PL / PSC / PMDB / PPS / PSDB / PMN                                                    |
| SP | ninguém                                 | Domingos Fernandes (PV)        | nenhuma                                                                                          |
| TO | Siqueira Campos (PFL)                   | Eduardo Siqueira Campos (PFL)  | PV / PDT / PTdoB / PRP / PSB / PGT / PRTB / PSDC / PSDB / PSC / PTN / PL / PFL / PPB / PST / PTB |
| TO | João Lisboa da Cruz (PFL)               | Eduardo Siqueira Campos (PFL)  | PV / PDT / PTdoB / PRP / PSB / PGT / PRTB / PSDC / PSDB / PSC / PTN / PL / PFL / PPB / PST / PTB |

| Participação e desempenho do PV nas eleições estaduais de 1994 |                                         |                                     |                                                             |
| Candidatos majoritários eleitos (7 governadores e 11 senadores). Em negrito estão os candidatos filiados ao PV durante a eleição. \| UF \| Candidatos(as) a Governador(a) e a Vice \| Candidatos(as) a Senadores(as) \| Coligação majoritária (governo e senado) \| \| -- \| --------------------------------------- \| ----------------------------------- \| ----------------------------------------------------------- \| \| AC \| Tião Viana (PCdoB) \| Marina Silva (PT) \| PV / PCdoB / PT / PSB / PPS / PSTU \| \| AC \| Eduardo Faria (PCdoB) \| Marina Silva (PT) \| PV / PCdoB / PT / PSB / PPS / PSTU \| \| AL \| Marcos Antônio da Rocha Vieira (PSB) \| Regis Cavalcante (PPS) \| PV / PT / PPS / PSB / PRP \| \| AL \| Tutmés Airan (PT) \| Regis Cavalcante (PPS) \| PV / PT / PPS / PSB / PRP \| \| AM \| Aloysio Nogueira de Melo (PT) \| José de Oliveira Barroncas (PT) \| PV / PT / PSTU / PTdoB \| \| AM \| Paulo Araújo (PT) \| Raimundo Moacir Lima Filho (PT) \| PV / PT / PSTU / PTdoB \| \| AP \| João Capiberibe (PSB) \| Sebastião Rocha (PDT) \| PV / PSB / PT / PDT / PCdoB \| \| AP \| Hildegardo Alencar (PT) \| Jorge Wagner (PT) \| PV / PSB / PT / PDT / PCdoB \| \| BA \| Jutahy Magalhães Júnior (PSDB) \| Waldir Pires (PSDB) \| PV / PSDB / PPS / PCdoB \| \| BA \| Sérgio Gaudenzi (PSDB) \| Waldir Pires (PSDB) \| PV / PSDB / PPS / PCdoB \| \| CE \| ninguém \| ninguém \| nenhuma \| \| DF \| ninguém \| ninguém \| nenhuma \| \| ES \| Rose de Freitas (PSDB) \| José Inácio Ferreira (PSDB) \| PV / PSDB / PDT / PFL / PPR / PP \| \| ES \| Patrick Fraga (PDT) \| Eurico Resende (PPR) \| PV / PSDB / PDT / PFL / PPR / PP \| \| GO \| Luiz Antônio de Carvalho (PT) \| Athos Pereira da Silva (PT) \| PV / PT / PCdoB / PPS / PMN / PSTU \| \| GO \| Carlos Grand (PCdoB) \| Divino Goulart da Silva (PCdoB) \| PV / PT / PCdoB / PPS / PMN / PSTU \| \| MA \| ninguém \| ninguém \| nenhuma \| \| MG \| Antônio Carlos Pereira (PT) \| Virgílio Guimarães (PT) \| PV / PT / PSB / PPS / PCdoB / PSTU \| \| MG \| Raul Messias (PSB) \| Jô Moraes (PCdoB) \| PV / PT / PSB / PPS / PCdoB / PSTU \| \| MS \| Wilson Martins (PMDB) \| Lúdio Coelho (PSDB) \| PV / PMDB / PSDB / PSB / PCdoB / PL / PSD \| \| MS \| Antônio Braz Melo (PSDB) \| Ramez Tebet (PMDB) \| PV / PMDB / PSDB / PSB / PCdoB / PL / PSD \| \| MT \| Dante de Oliveira (PDT) \| Carlos Bezerra (PMDB) \| PV / PDT / PMDB / PSDB / PT / PSB / PCdoB / PPS / PSC / PMN \| \| MT \| Márcio Lacerda (PMDB) \| Antero Paes de Barros (PDT) \| PV / PDT / PMDB / PSDB / PT / PSB / PCdoB / PPS / PSC / PMN \| \| PA \| Valdir Ganzer (PT) \| Edmilson Rodrigues (PT) \| PV / PT / PSTU \| \| PA \| Egídio Sales Filho (PT) \| João Batista de Melo Bastos (PT) \| PV / PT / PSTU \| \| PB \| Avenzoar Arruda (PT) \| Joaquim Neto (PT) \| PV / PT / PSB / PCdoB / PSTU \| \| PB \| Antônio Cariri (PCdoB) \| Francis Zenaide (PCdoB) \| PV / PT / PSB / PCdoB / PSTU \| \| PE \| Miguel Arraes (PSB) \| Roberto Freire (PPS) \| PV / PSB / PT / PDT / PCdoB / PPS / PMN \| \| PE \| Jorge José Gomes (PSB) \| Armando Monteiro Filho (PDT) \| PV / PSB / PT / PDT / PCdoB / PPS / PMN \| \| PI \| ninguém \| ninguém \| nenhuma \| \| PR \| Jaime Lerner (PDT) \| José Carlos Gomes de Carvalho (PTB) \| PV / PDT / PFL / PSDB / PTB \| \| PR \| Emília Belinati (PTB) \| Hélio Duque (PSDB) \| PV / PDT / PFL / PSDB / PTB \| \| RJ \| Jorge Bittar (PT) \| Benedita da Silva (PT) \| PV / PT / PSB / PPS / PCdoB / PSTU \| \| RJ \| Roberto Chabo (PSB) \| Saturnino Braga (PSB) \| PV / PT / PSB / PPS / PCdoB / PSTU \| \| RN \| Wilma de Faria (PSB) \| Salomão Gurgel (PSB) \| PV / PSB / PCdoB / PPS / PMN / PSC \| \| RN \| Binha Torres (PSB) \| Hermano Paiva de Oliveira (PPS) \| PV / PSB / PCdoB / PPS / PMN / PSC \| \| RO \| Jerônimo Santana (PPR) \| Antônio Morimoto (PPR) \| PV / PPR \| \| RO \| Adegildo Ferreira (PPR) \| Antônio Morimoto (PPR) \| PV / PPR \| \| RR \| Airton Dias (PDT) \| Júlio Martins (PDT) \| PPS / PDT / PMN / PSB / PSD / PV / PCdoB \| \| RR \| Ritler Lucena (PDT) \| Jamil José de Sales (PMN) \| PPS / PDT / PMN / PSB / PSD / PV / PCdoB \| \| RS \| Olívio Dutra (PT) \| Raul Pont (PT) \| PV / PT / PSB / PCdoB / PPS / PSTU \| \| RS \| Éden Pedroso (PT) \| Fúlvio Petracco (PSB) \| PV / PT / PSB / PCdoB / PPS / PSTU \| \| SC \| Paulo Afonso Vieira (PMDB) \| Casildo Maldaner (PMDB) \| PV / PMDB / PMN / PRP / PSD / PTRB \| \| SC \| José Augusto Hülse (PMDB) \| Ademar Duwe (PMDB) \| PV / PMDB / PMN / PRP / PSD / PTRB \| \| SE \| José Araújo Filho (PV) \| Francisco Gualberto da Rocha (PSTU) \| PV / PSTU / PCB \| \| SE \| Marlene Soares da Costa (PCB) \| Francisco Gualberto da Rocha (PSTU) \| PV / PSTU / PCB \| \| SP \| Francisco Rossi (PDT) \| Carlos Alberto Caboclo (PDT) \| PV / PDT / PRP \| \| SP \| Junqueira de Azevedo (PDT) \| Elias Jorge (PRP) \| PV / PDT / PRP \| \| TO \| Siqueira Campos (PPR) \| Carlos Patrocínio (PFL) \| PV / PPR / PFL / PTB / PMN / PP \| \| TO \| Raimundo Boi (PFL) \| Leomar Quintanilha (PPR) \| PV / PPR / PFL / PTB / PMN / PP \| |                                         |                                     |                                                             |
| UF | Candidatos(as) a Governador(a) e a Vice | Candidatos(as) a Senadores(as)      | Coligação majoritária (governo e senado)                    |
| AC | Tião Viana (PCdoB)                      | Marina Silva (PT)                   | PV / PCdoB / PT / PSB / PPS / PSTU                          |
| AC | Eduardo Faria (PCdoB)                   | Marina Silva (PT)                   | PV / PCdoB / PT / PSB / PPS / PSTU                          |
| AL | Marcos Antônio da Rocha Vieira (PSB)    | Regis Cavalcante (PPS)              | PV / PT / PPS / PSB / PRP                                   |
| AL | Tutmés Airan (PT)                       | Regis Cavalcante (PPS)              | PV / PT / PPS / PSB / PRP                                   |
| AM | Aloysio Nogueira de Melo (PT)           | José de Oliveira Barroncas (PT)     | PV / PT / PSTU / PTdoB                                      |
| AM | Paulo Araújo (PT)                       | Raimundo Moacir Lima Filho (PT)     | PV / PT / PSTU / PTdoB                                      |
| AP | João Capiberibe (PSB)                   | Sebastião Rocha (PDT)               | PV / PSB / PT / PDT / PCdoB                                 |
| AP | Hildegardo Alencar (PT)                 | Jorge Wagner (PT)                   | PV / PSB / PT / PDT / PCdoB                                 |
| BA | Jutahy Magalhães Júnior (PSDB)          | Waldir Pires (PSDB)                 | PV / PSDB / PPS / PCdoB                                     |
| BA | Sérgio Gaudenzi (PSDB)                  | Waldir Pires (PSDB)                 | PV / PSDB / PPS / PCdoB                                     |
| CE | ninguém                                 | ninguém                             | nenhuma                                                     |
| DF | ninguém                                 | ninguém                             | nenhuma                                                     |
| ES | Rose de Freitas (PSDB)                  | José Inácio Ferreira (PSDB)         | PV / PSDB / PDT / PFL / PPR / PP                            |
| ES | Patrick Fraga (PDT)                     | Eurico Resende (PPR)                | PV / PSDB / PDT / PFL / PPR / PP                            |
| GO | Luiz Antônio de Carvalho (PT)           | Athos Pereira da Silva (PT)         | PV / PT / PCdoB / PPS / PMN / PSTU                          |
| GO | Carlos Grand (PCdoB)                    | Divino Goulart da Silva (PCdoB)     | PV / PT / PCdoB / PPS / PMN / PSTU                          |
| MA | ninguém                                 | ninguém                             | nenhuma                                                     |
| MG | Antônio Carlos Pereira (PT)             | Virgílio Guimarães (PT)             | PV / PT / PSB / PPS / PCdoB / PSTU                          |
| MG | Raul Messias (PSB)                      | Jô Moraes (PCdoB)                   | PV / PT / PSB / PPS / PCdoB / PSTU                          |
| MS | Wilson Martins (PMDB)                   | Lúdio Coelho (PSDB)                 | PV / PMDB / PSDB / PSB / PCdoB / PL / PSD                   |
| MS | Antônio Braz Melo (PSDB)                | Ramez Tebet (PMDB)                  | PV / PMDB / PSDB / PSB / PCdoB / PL / PSD                   |
| MT | Dante de Oliveira (PDT)                 | Carlos Bezerra (PMDB)               | PV / PDT / PMDB / PSDB / PT / PSB / PCdoB / PPS / PSC / PMN |
| MT | Márcio Lacerda (PMDB)                   | Antero Paes de Barros (PDT)         | PV / PDT / PMDB / PSDB / PT / PSB / PCdoB / PPS / PSC / PMN |
| PA | Valdir Ganzer (PT)                      | Edmilson Rodrigues (PT)             | PV / PT / PSTU                                              |
| PA | Egídio Sales Filho (PT)                 | João Batista de Melo Bastos (PT)    | PV / PT / PSTU                                              |
| PB | Avenzoar Arruda (PT)                    | Joaquim Neto (PT)                   | PV / PT / PSB / PCdoB / PSTU                                |
| PB | Antônio Cariri (PCdoB)                  | Francis Zenaide (PCdoB)             | PV / PT / PSB / PCdoB / PSTU                                |
| PE | Miguel Arraes (PSB)                     | Roberto Freire (PPS)                | PV / PSB / PT / PDT / PCdoB / PPS / PMN                     |
| PE | Jorge José Gomes (PSB)                  | Armando Monteiro Filho (PDT)        | PV / PSB / PT / PDT / PCdoB / PPS / PMN                     |
| PI | ninguém                                 | ninguém                             | nenhuma                                                     |
| PR | Jaime Lerner (PDT)                      | José Carlos Gomes de Carvalho (PTB) | PV / PDT / PFL / PSDB / PTB                                 |
| PR | Emília Belinati (PTB)                   | Hélio Duque (PSDB)                  | PV / PDT / PFL / PSDB / PTB                                 |
| RJ | Jorge Bittar (PT)                       | Benedita da Silva (PT)              | PV / PT / PSB / PPS / PCdoB / PSTU                          |
| RJ | Roberto Chabo (PSB)                     | Saturnino Braga (PSB)               | PV / PT / PSB / PPS / PCdoB / PSTU                          |
| RN | Wilma de Faria (PSB)                    | Salomão Gurgel (PSB)                | PV / PSB / PCdoB / PPS / PMN / PSC                          |
| RN | Binha Torres (PSB)                      | Hermano Paiva de Oliveira (PPS)     | PV / PSB / PCdoB / PPS / PMN / PSC                          |
| RO | Jerônimo Santana (PPR)                  | Antônio Morimoto (PPR)              | PV / PPR                                                    |
| RO | Adegildo Ferreira (PPR)                 | Antônio Morimoto (PPR)              | PV / PPR                                                    |
| RR | Airton Dias (PDT)                       | Júlio Martins (PDT)                 | PPS / PDT / PMN / PSB / PSD / PV / PCdoB                    |
| RR | Ritler Lucena (PDT)                     | Jamil José de Sales (PMN)           | PPS / PDT / PMN / PSB / PSD / PV / PCdoB                    |
| RS | Olívio Dutra (PT)                       | Raul Pont (PT)                      | PV / PT / PSB / PCdoB / PPS / PSTU                          |
| RS | Éden Pedroso (PT)                       | Fúlvio Petracco (PSB)               | PV / PT / PSB / PCdoB / PPS / PSTU                          |
| SC | Paulo Afonso Vieira (PMDB)              | Casildo Maldaner (PMDB)             | PV / PMDB / PMN / PRP / PSD / PTRB                          |
| SC | José Augusto Hülse (PMDB)               | Ademar Duwe (PMDB)                  | PV / PMDB / PMN / PRP / PSD / PTRB                          |
| SE | José Araújo Filho (PV)                  | Francisco Gualberto da Rocha (PSTU) | PV / PSTU / PCB                                             |
| SE | Marlene Soares da Costa (PCB)           | Francisco Gualberto da Rocha (PSTU) | PV / PSTU / PCB                                             |
| SP | Francisco Rossi (PDT)                   | Carlos Alberto Caboclo (PDT)        | PV / PDT / PRP                                              |
| SP | Junqueira de Azevedo (PDT)              | Elias Jorge (PRP)                   | PV / PDT / PRP                                              |
| TO | Siqueira Campos (PPR)                   | Carlos Patrocínio (PFL)             | PV / PPR / PFL / PTB / PMN / PP                             |
| TO | Raimundo Boi (PFL)                      | Leomar Quintanilha (PPR)            | PV / PPR / PFL / PTB / PMN / PP                             |

### Eleições presidenciais
| Ano  | Imagem | Candidato(a) a Presidente      | Candidato(a) a Vice-Presidente | Coligação                                                                                | Votos               | Posição |
| ---- | ------ | ------------------------------ | ------------------------------ | ---------------------------------------------------------------------------------------- | ------------------- | ------- |
| 1989 |        | Fernando Gabeira (PV)          | Maurício Lobo Abreu (PV)       | Sem coligação                                                                            | 125.842 (0,17%)     | 18ª     |
| 1994 |        | Luiz Inácio Lula da Silva (PT) | Aloizio Mercadante (PT)        | Frente Brasil Popular pela Cidadania (PT, PSB, PCdoB, PPS, PSTU, PCB e PV)               | 17.122.127 (27,04%) | 2ª      |
| 1998 |        | Alfredo Sirkis (PV)            | Carla Piranda Rabello (PV)     | Sem coligação                                                                            | 212.984 (0,31%)     | 6ª      |
| 2010 |        | Marina Silva (PV)              | Guilherme Leal (PV)            | Sem coligação                                                                            | 19.636.359 (19,33%) | 3ª      |
| 2014 |        | Eduardo Jorge (PV)             | Célia Sacramento (PV)          | Sem coligação                                                                            | 630.099 (0,61%)     | 6ª      |
| 2018 |        | Marina Silva (REDE)            | Eduardo Jorge (PV)             | Unidos para Transformar o Brasil (REDE e PV)                                             | 1.069.577 (1,00%)   | 8ª      |
| 2022 |        | Luiz Inácio Lula da Silva (PT) | Geraldo Alckmin (PSB)          | Brasil da Esperança (FE Brasil, PSB, Solidariedade, Fed. PSOL REDE, Avante, Agir e PROS) | 60.345.999 (50,90%) | 1ª      |

## Controvérsias

### Corrupção
Com base em dados divulgados pelo Tribunal Superior Eleitoral, o Movimento de Combate à Corrupção Eleitoral divulgou um balanço, em 4 de outubro de 2007, com os partidos com maior número de parlamentares cassados por corrupção desde o ano 2000. O PV aparece em último lugar na lista, com uma cassação, empatado com Partido Humanista da Solidariedade (PHS), Partido de Reedificação da Ordem Nacional (PRONA) e Partido Republicano Progressista (PRP).